# 战斗机
戰鬥機（英語：Fighter aircraft）是一種空對空戰鬥用的軍用飛機，主要用以對抗敵方的航空器，攻擊空中目標，奪取、維護戰場上的制空權，故其設計著重於提升機動力與運動性能。戰鬥機通常也被視為一個國家最重要的空中戰力，亦是歷來最複雜和精密的單人用武器。

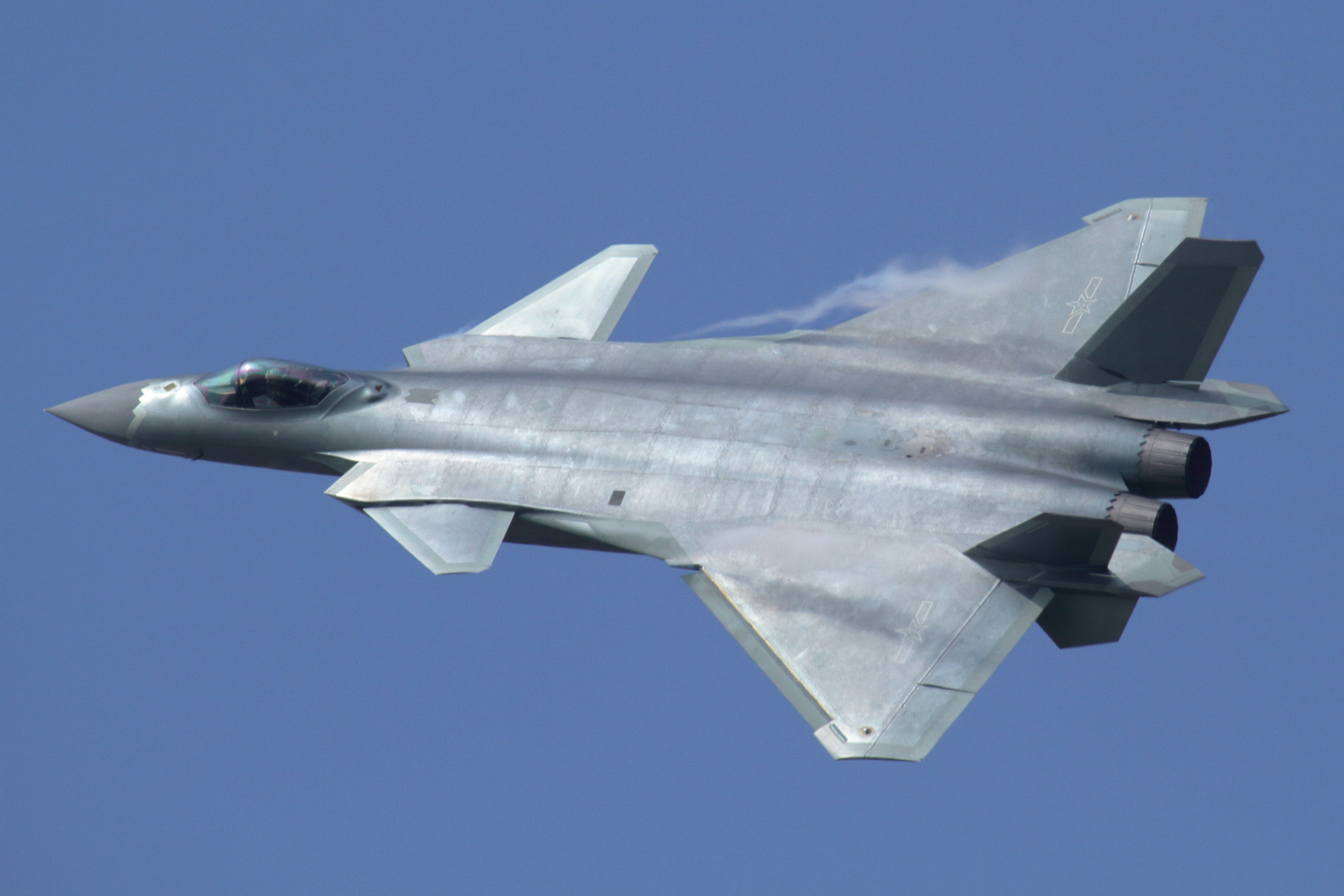
中国人民解放军空军殲-20戰鬥機

史上第一款名義上的戰鬥機是1913年法國的莫蘭-索尼耶L單翼機。法國人率先實現了在螺旋槳上安裝鋼鐵製子彈偏導片，使機槍子彈不會擊中螺旋槳。這個系統讓飛行員可專心駕駛飛機並進行射擊，同時也無須額外配置機槍手，但會使機槍的射速變慢。
蘇聯將對抗空中目標的飛機稱為「殲滅用航空器」（俄語：истребительная авиация），並且最終將戰鬥機稱為「殲滅者」（俄語：истребитель，殲滅者為字面意義，相對於英文fighter字面意義為戰鬥者）。由此也可以把戰鬥機稱為殲擊機。
另外為對應空中轟炸和空中偵查的發展，戰鬥機還發展出一個分支：攔截機（Interceptor）。攔截機的用途是在敵方轟炸機（bomber）和偵察機（reconnaissance aircraft）進入己方空域前，以其速度和爬升能力爭取時間及高度優勢並將其摧毀。由於攔截機是針對飛行高度較高的轟炸機與偵察機，在設計上以爬升率和飛行速度為優先。二次大戰後，有鑑於原子彈的威脅，許多國家一度將攔截機視為與一般戰鬥機同等重要的機種。不過由於空對空飛彈科技的成熟和戰鬥機技術的發展，攔截機的功能已可通過配備飛彈的空優戰機以及多用途戰機來滿足，不再發展專門的攔截機。

## 發展史

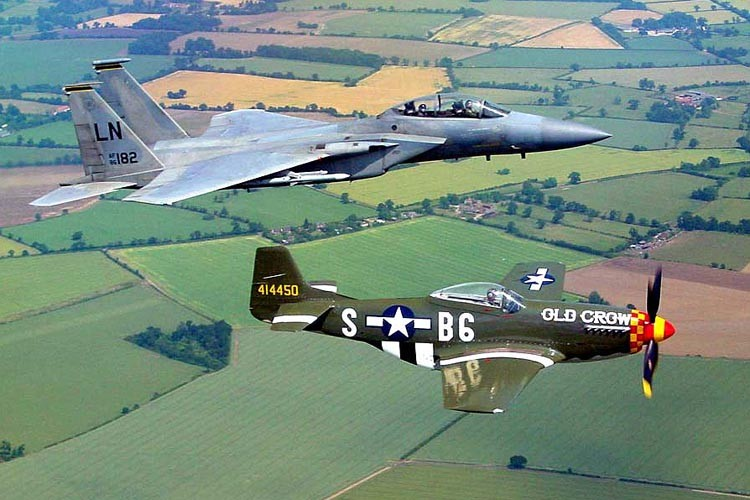
P-51與F-15戰鬥機

### 初露鋒芒
在第一次世界大戰中，軍用飛機首次出現在戰場上，主要負責偵察、運輸、校正火砲等輔助任務。在戰時，敵對雙方的飛行員相遇時，往往利用五花八門的各種武器互相攻擊，例如手槍、石頭等，試圖擊落飛機或者是擊斃飛行員，這就是空戰（Combat）最早的起源。1915年4月1日，羅蘭·加洛斯駕駛莫拉納‧索爾尼愛L型飛機擊落了一架德國偵察機，取得了戰鬥機空戰的第一次勝利。隨後，德國的福克E3式（外號信天翁）由於裝備了性能更好的射擊斷續器裝置，以其優異的飛行性能和更猛烈的火力，成為第一次世界大戰中性能最好，擊落飛機數量最多的戰鬥機，被協約國方稱為福克式的災難。這個階段的戰鬥機還處在萌芽期，結構多以木材加上布料蒙皮構成，機翼從單翼到三翼都很常見，主要的武器多半改自陸軍使用的輕機槍為大宗。英國曾經使用火箭對付盤據在英國城市上空的德國飛船。在對付地面目標上，早期的炸彈是由手榴彈或者是小型砲彈稍加改良而來，由機上的成員以手擲的方式瞄準釋放，投擲準確度不高，破壞力也低。
在這個時期影響未來空戰頗大的一項發明就是射擊斷續器。這個由荷蘭所發明的裝置，讓機槍的子彈能夠在轉動的螺旋槳間隙中射出，飛行員完全不用擔心子彈會與螺旋槳撞擊的危險，而機槍的設置位置能夠接近飛行員的瞄準線，從而提高準確度，但射速慢則是缺點。
到一次世界大戰結束時，戰鬥機的基本型態大致上已經有了雛型：以小型機為主，強調運動性，需要有向前射擊的固定武裝。

### 戰間期發展

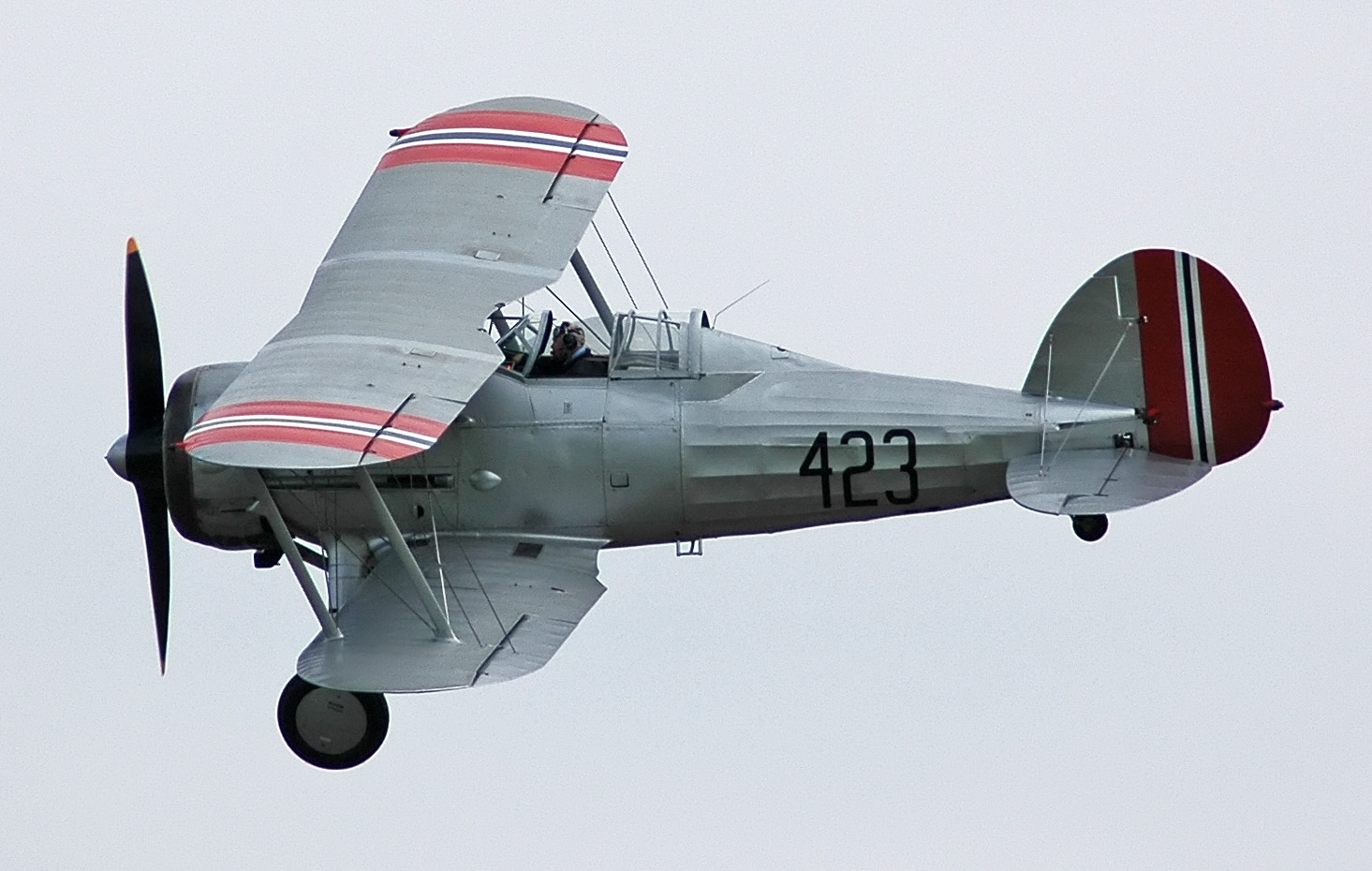
英國格罗斯特格鬥士戰鬥機，是英國在二次世界大戰前最後一款雙翼戰鬥機設計

雖然在第一次世界大戰結束之後，各國積極裁減軍備，同時減緩國防工業的投資。在這一段時間當中，民用航空的需求帶動許多技術與理論的發展與成熟，奠定30年代後期軍用航空發展的快速演進。
民用航空需求有兩大主軸，一個是對速度方面的追求，也就是各種競速機的比賽與獎勵。另外一個是客運與貨運市場的逐漸成長。在這兩個主軸上雖然需求方向不同，卻對同一種發展趨勢有共同推演的效果，那就是對流線型設計的要求。流線型的設計在於減低阻力，當飛機的阻力減低之後，對競速機來說，那就是速度可以增加，對運輸機來說，那就是提升航程或者是運輸量，換句話說就是增加營運的經濟效益。
流線型飛機設計包含的項目非常的廣，從機身外殼的平滑，減少機身外部突出的部分與張線，外型由方正改為圓滑曲線，不得不突出的部分則以曲線圓滑的外殼遮蔽以減少阻力，採用收放式起落架等等。
除了在流線型設計上下功夫之外，動力系統的開發和使用材料的研究都影響到往後飛機設計的概念與可以使用的資源。在動力系統方面除了輸出馬力更大的發動機的開發之後，汽油辛烷值對於發動機的操作影響也逐漸被了解，同時，螺旋槳的極限性能以及替代的動力輸出也陸續在各國進行研究。新一代的輸出動力研究當中以噴射發動機和火箭發動機這兩項影響後世最深。
到了30年代中期，各國最先進的戰鬥機設計多半具有這些特點：單翼，以金屬為主的結構與外殼，後三點收放式起落架或者是有流線型外殼的固定式起落架，採用液冷式發動機的設計多於採用氣冷，火力由採用步槍口徑的輕機槍提升至12.7毫米（0.50英吋）以上口徑的重機槍甚至是20毫米以及更大口徑的機炮。

### 二次世界大戰時期
第二次世界大战是繼杜黑發表他最有名的空權論著作之後，空中武力印証空權對於戰爭與作戰的重要性，第二次世界大戰開始印證了這套空權理論。
轟炸機的發展肯定了理論部份的觀點，但戰鬥機的發展可以說是大幅度的否定空權論當中的描述。戰鬥機不僅僅只是作為防衛國土與抵擋敵人轟炸機的力量，在摧毀敵人的空中武力與使用空中武力的能力上扮演非常重要的角色。
戰鬥機不僅僅擔任阻止轟炸機的任務，也推翻轟炸機可以通過一切防衛的理論，大戰開始前，許多國家對於戰鬥機的發展強調攔截對方的轟炸機，飛行速度的重要性放在優先地位，也因此早期美國陸軍是以「驅逐機」(Pursuit Aircraft)稱呼當時的戰鬥機，而蘇聯以「殲擊機」稱呼戰鬥機。
但是大戰進行中，德國、日本運用戰鬥機奪取空優的方式、以及美國為轟炸德國發展護航戰機、戰鬥攻擊機等的運用經驗，讓戰鬥機的運用在二戰後期起了微妙的變化。在被視為二戰延伸的韓戰中，美軍以單一任務機種單純奪取空優的概念已經全面成熟。而蘇聯在二戰中突出了戰鬥機要能在惡劣環境下可靠作戰，如較短的起飛降落距離和較低的進場速度，並且以較他國更強調加速性和上升率，中低空的飛行性能的，對於後來的空地一體作戰中飛機要求有較大的影響。
在大戰結束前，戰鬥機的發展已經到達一個頂峰，並且開啟另外一個世代的來臨。短短幾年之間，戰鬥機使用的發動機出力從數百匹直線上升到超過兩千匹馬力，速度直線上升到接近音速的區域，航程超過2000英里，最高升限到達4萬英尺。

#### 液冷與氣冷之爭
基於冷卻的需要，液冷發動機的汽缸排列成挾長形，迎風截面積比氣冷發動機要小，機身產生的阻力也相對較低，對於需要高速的戰鬥機來說相當重要，也是二次大戰開始之際，許多有能力生產的國家首要選擇。像是德國的Bf 109，英國的颶風與噴火戰鬥機，美國的P-40，蘇聯的Yak-9和MiG-3戰鬥機等等。
氣冷發動機的輸出發展潛能比較高，同時必須要以較大的輸出來克服阻力。可是提升輸出的重要方向之一就是增加環狀汽缸的圈數，造成額外的冷卻問題需要解決。散熱不良的第二排之後的汽缸會使得汽缸的外璧因持續高溫而變紅，導致汽缸損毀的狀況。美國國家航空諮詢委員會（NACA）率先設計出多種可以降低阻力的發動機外罩，其他國家相繼採用或者是以此為基礎發展，使得大出力氣冷發動機的冷卻和減低阻力的兩大需求都獲得適當的解決，廣泛的被許多國家採用，譬如德國的Fw 190戰鬥機，美國的F6F，F4U以及壯碩無比的P-47戰鬥機，蘇聯的La-5戰鬥機等等。
氣冷發動機比液冷發動機有設計與生產的優勢，對於工業設計或者是生產能力較弱的國家來說是常見的選擇，其中又以日本的情況最為明顯。日本當時較為先進的戰鬥機中，僅有量產以德國DB 601液冷發動機為動力的三式戰鬥機飛燕。
到了大戰中期，為了滿足輸出馬力需求大幅上升的狀況，液冷發動機從極為普遍的V型12汽缸提升為X或H型24汽缸，氣冷發動機則由一排，兩排提升到4排汽缸的龐大架構。雖然這些活塞發動機能夠提供二戰前無法想像的動力輸出，可是替代動力的發展在二戰結束前已經逐漸明朗化，活塞發動機與螺旋槳的搭配注定要走下戰鬥機動力的舞台。

#### 空用槍械的變化

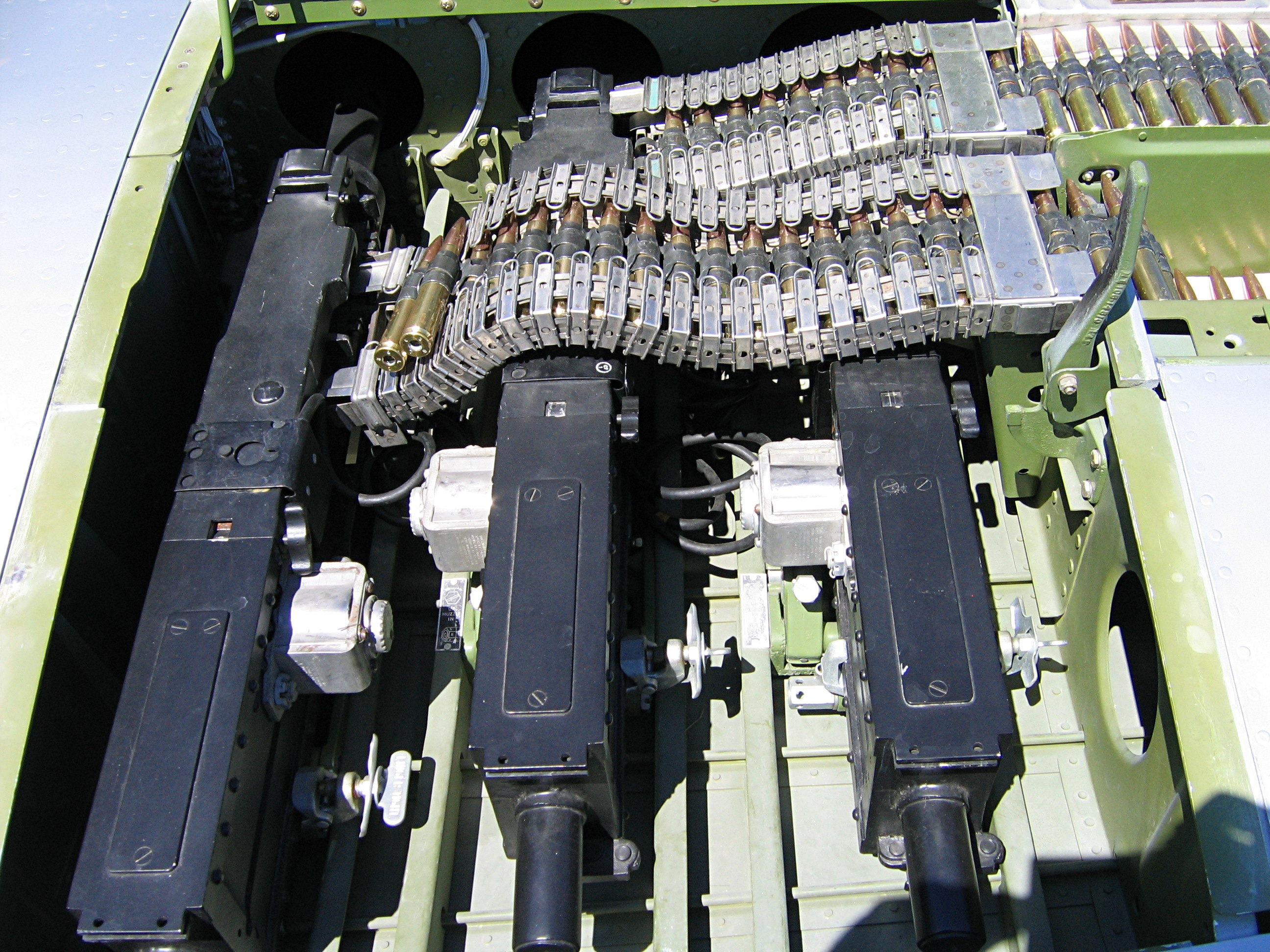
安裝在P-51上的白朗寧M2重機槍

隨著金屬結構成為戰鬥機的設計主流之後，機上攜帶的各種機槍炮的威力也必須提升以維持破壞效果。1930年代中期戰鬥機的武裝有幾種不同的使用型態：
1. 採用數量較多的步槍口徑的機槍，大部分與當時各國陸軍的使用的步槍或是輕機槍口徑相同。譬如英國採用8挺0.30英吋機槍。
2. 採用少數輕與重機槍的混合搭配，重機槍的口徑也有陸軍使用的相同。譬如美國以0.30和0.50英吋口徑搭配。
3. 採用機砲與步槍口徑機槍混合搭配，機砲口徑以20毫米居多。譬如德國和日本都是以20毫米機砲與輕機槍混合。
4. 完全以機炮為武器，口徑以20毫米為大宗。
5. 其他比較少見的包括只有一至兩挺輕或是重機槍的武裝型態，由於威力低，大戰開始之後很快的就不再列入考慮之列。

各國在使用機槍或者是機砲的搭配上的著眼點在於同樣時間內彈藥投射的重量，這也形成互有優劣的兩派說法：
- 採用數量較多的輕機槍，因為單挺機槍的理論循環射速較高，同樣的射擊時間內能夠投射較多的彈頭數量，總合重量不低。可是缺點是彈頭本身的威力較低，面對一些保護設計甚至完全無法貫穿，比如苏联著名的重装甲攻击机IL-2和美国的重型轰炸机。
- 採用少量的機砲，提升每一門的破壞力，但是當時機砲的循環射速比輕機槍慢很多，彈藥攜帶的數量也較低，飛行員需要謹慎的使用才不至於過早用罄，同時，機砲的後座力，重量與體積也限制安裝的位置與數量。譬如日本在設計Ki-60戰鬥機的階段發生機翼結構強度不足而必須放棄使用機砲的問題。
- 混合采用机枪和机炮虽然既能达到提升破坏力的目的也可以保持一定的火力持续性，但是由于通常机枪和机炮的弹道差别较大（机炮的炮管长度倍径受重量和空间限制通常比机枪小，因此弹道更加弯曲），造成瞄准困难。

#### 遠程護航的需求

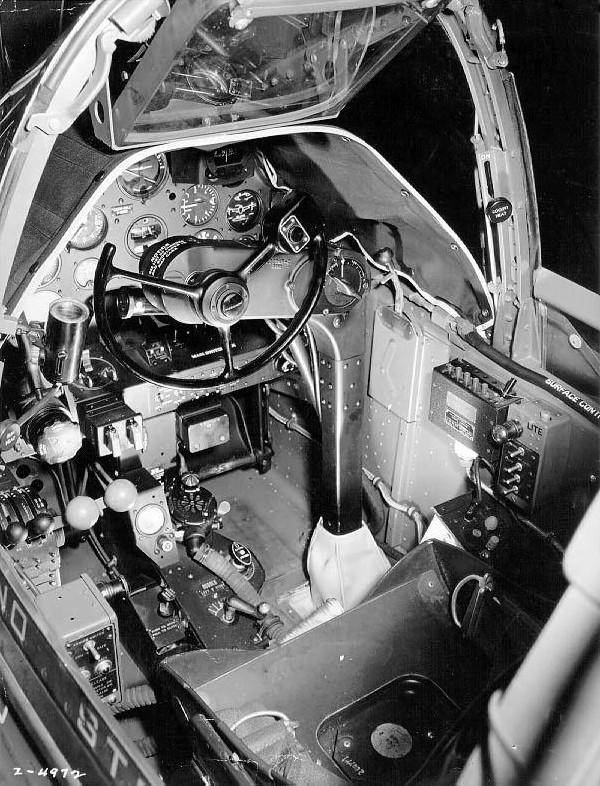
P-38G戰鬥機的座艙與儀表

利用轟炸機對敵人進行戰略轟炸，以摧毀有形的生產運輸以及無形的士氣，企圖結束戰爭的構想在二次世界大戰前受到各主要航空發展國家的注意。雖然在規模上小很多，日本是首先付諸實行的國家。
因為作為艦載機和要在廣大的太平洋各島間空襲的需要，日本率先發展出二戰前期航程最遠的零戰，並首先在機場數目較少的中國戰區使用，深入護航轟炸遠至重慶的九六式陸上攻擊機和一式陸上攻擊機。
德國稍後在不列顛空戰時與英國互相展開大規模的日間與夜間轟炸行動。
在這一場作戰中，轟炸機無法如同杜黑所預測，能夠自由進行轟炸而不受到戰鬥機的影響。德國與英國在雙方獲得的經驗上採取不同的措施，其中利用戰鬥機擔任護航與掃蕩敵人戰鬥機威脅成為重要的項目。和零戰不同德國的Bf109中前期型的號D/E航程明顯不足的，做成對英蘇作戰失利。
美國在1942年開始自英國的基地出發對付位於歐洲大陸的德國佔領區內的目標，即使英倫空戰已經清楚的呈現出護航任務的迫切性，美國陸軍航空隊依舊認為依靠轟炸機的自衛火力加上適當的編隊，就能夠深入敵境達成任務。然而居高不下的損失讓美國撤換第八航空軍的指揮官的同時，積極尋求足以擔任護航的戰鬥機種。
當時盟軍使用的戰鬥機種當中，英國設計的機種作戰半徑僅能勉強來回於法國的部分目標，新服役的P-47因為阻力與發動機的關係，作戰半徑無法達到德國本土。雙發動機的P-38則有數量、性能以及對歐洲高空低溫適應不良等問題。
直到第八航空軍開始接收P-51戰鬥機之後，護航的迫切需求才獲得適切紓解，美國為此還將所有第八航空軍的P-47與其他單位交換P-51，連英國訂購的同一型機種也被暫借擔任護航的工作。自從P-51攜帶副油箱伴隨轟炸機進入歐洲大陸之後，不僅降低德國空軍攔截的能力，同時擴大第八航空軍能夠有效轟炸的範圍，最終壓制德國的生產與運輸系統。
在蘇聯方面，要擊敗前線的德軍的重要性較高，加上遠程轟炸機的數量不多，所以較少空襲德國本土。僅有本來在戰前已經制造的少數重轟炸機（TB-3和Pe-8轟炸機）在開戰初期曾經空襲德國本土都市，所以蘇聯主力戰鬥機設計並未特別要求提高航程。但仍然有一種載彈量較少而航程較遠的IL-4轟炸機，足以勝任對於德國境內重要交通設施作轟炸，為了保護這種遠航程但自衛武裝貧弱的轟炸機，在Yak-9型的基礎上發展出了特長程的DD型。
除了短暫使用位於中國境內的機場，美國部署B-29轟炸機對日本轟炸時基於歐洲的作戰經驗，對於護航亦不敢掉以輕心，而以戰鬥機為轟炸機提供保護也成為日後許多新機種設計時需要考慮的性能項目。

#### 多用途的演變
以戰鬥機攜帶炸彈或者是以機上的槍炮執行對地攻擊任務，早在一次世界大戰時期就已經存在，到了二次世界大戰爆發之後，除了繼續以戰鬥機執行類似任務以外，利用改裝或者是較為落伍的機種專門執行其他任務的情況更為普遍，除了對地攻擊以外，戰術偵查是另外一類常見的任務型態。
以戰鬥機執行這些任務的方式大致上可以分類為：
- 以簡單的改裝套件，讓戰鬥機可以攜帶相關的裝備或者是武器，以執行這些任務。譬如加裝火箭或者是炸彈兼作對地攻擊的任務。
- 以現有的戰鬥機設計為基礎，在工廠進行規模不等的改裝，以執行其他任務為優先。譬如P-38戰鬥機的偵察機衍生型是將武器全部拆除，僅有偵查需要的相關設備。
- 利用退入第二線的戰鬥機執行其他任務，這種情況在許多國家都相當的普遍，企圖以少許的經費達到多用途的效果。像是英國將颶風戰鬥機轉為對地為主的機種。

戰鬥機多用途的變化除了在硬體方面發生影響之外，也對地面作戰的戰術起了重大轉變，而這個轉變就是地空聯合作戰的需求。雖然早在一次世界大戰時期，以飛機支援地面部隊作戰早已經展開，然而想要與地面部隊的作戰需求可以相互配合，還需要雙方在指揮，思想，訓練以及裝備上互相協調與改善，德國空軍在二次世界大戰展開之際是站在領先各國的地位上，而英國直到北非作戰階段才將地空聯合作戰的系統大致發展完全。儘管各國後來的發展稍有不同，但是配合地面單位的空中行動已經成為各國空軍標準作戰準則的一部分，戰後還演變出以直升機作為支援工具的發展。

#### 夜間戰鬥機的發展

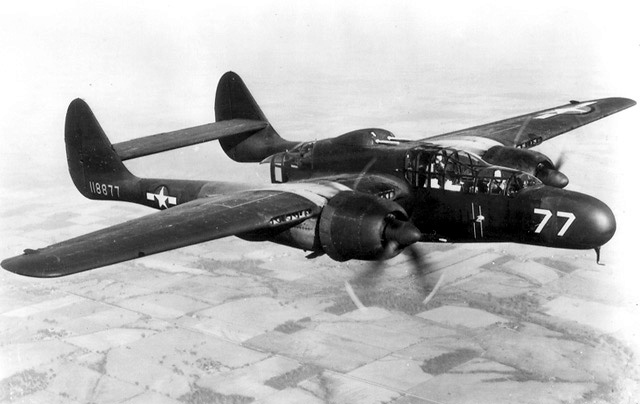
美國P-61夜間戰鬥機

第一次世界大戰期間，歐洲地區已經出現在夜間利用飛船或者是轟炸機對敵人的城市目標進行轟炸，這個記憶延續到1930年代，成為各國思考夜間攔截可行性的重要來源。英國與德國是最早在這方面投入的國家，稍後加入的還有美國，其他包括日本、蘇聯或者是義大利，技術，或者是兵力規模都不如英德兩國。
最早的夜間戰鬥機是以日間的單發動機戰鬥機直接改裝之後執行任務，利用地面的探照燈、雷達、對空監視網與管制站的協助進行攔截，由於欠缺輔助器材和起降的難度，使得單人操作的夜間戰鬥機容易出現任務損傷，發現敵機的比例不高。因此在機場與飛機上加裝相關的飛行輔助設備，加強夜間起降訓練，並且改以多人多發動機的機種取代，這些機種包括輕型轟炸機或者是雙發動機的重型戰鬥機等等。
英國首先在夜間戰鬥機上安裝雷達，由專門的人員操作與指揮飛行員接近目標，接著在目視範圍內加以攻擊。儘管德國很快也在他們的夜間戰鬥機上安裝雷達，英美兩國藉由共同合作，分擔研發項目，在空載雷達的發展上一直領先各國。
二戰期間服役的夜間戰鬥機除了美國生產的P-61戰鬥機以外，原始設計都不是針對夜間飛行，像是德國He 219戰鬥機（多用途飛機）和英國蚊式戰鬥機（高速無武裝轟炸機），日本月光夜間戰鬥機（長程護航戰鬥機），蘇聯的Pe-3R（輕轟炸機）等。戰爭結束時累積的使用經驗，讓各國體認到雷達不僅僅是在夜間作戰能夠發揮功用，對於遠距離或視野不佳的白晝環境也是非常適合的裝備，因而促成雷達轉變為戰鬥機不可或缺的作戰設備。

#### 艦載機的興起

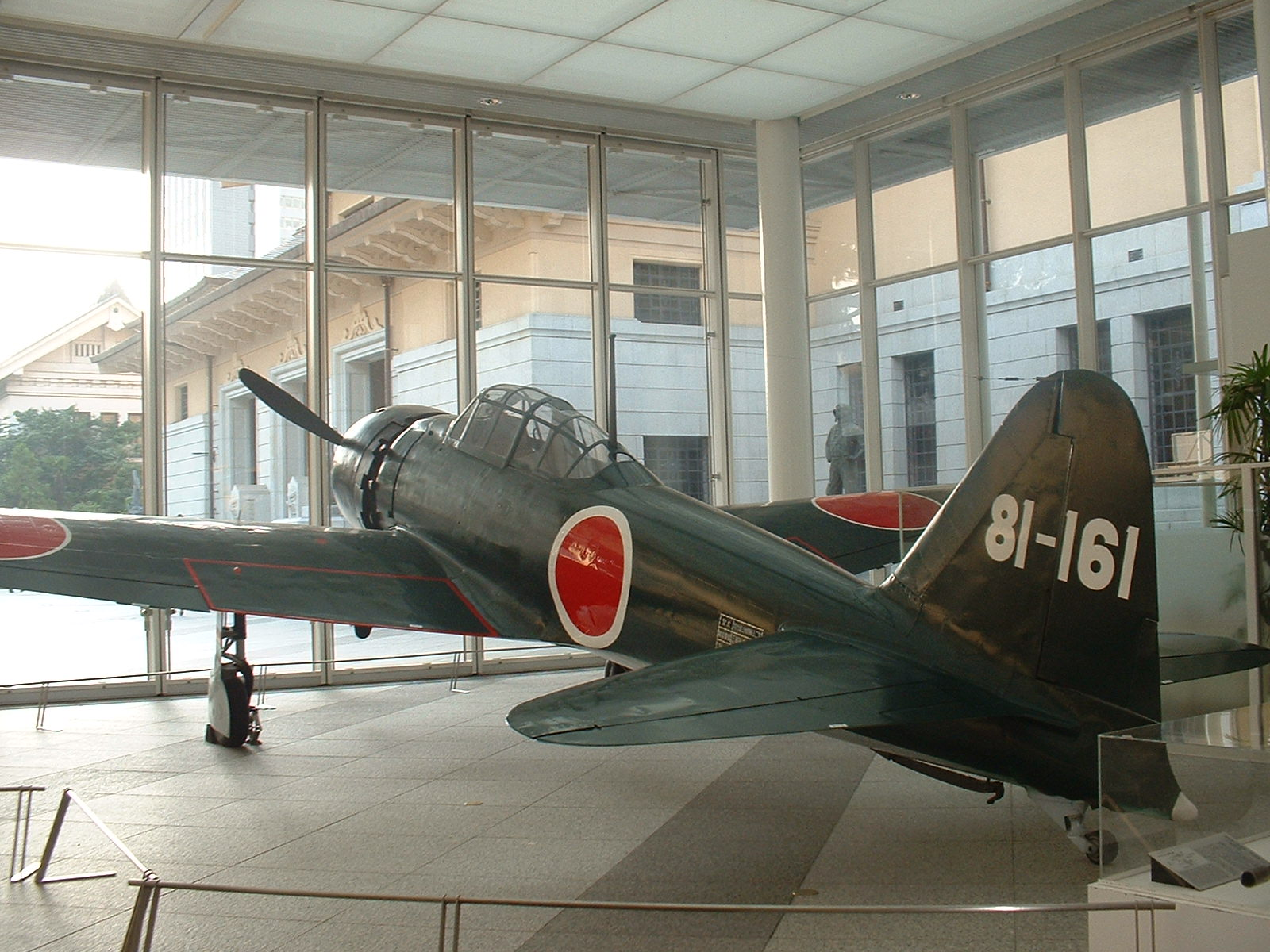
太平洋戰爭中日本海軍的主力：零式艦上戰鬥機

二次世界大戰使艦載機發展有著爆炸性的增加，並且在海上作戰扮演更重要的角色。除了類似一次世界大戰期間擔任火炮觀測與修正之外，也用于執行巡邏、轟炸、攻擊、爭奪制空權等任務。在航艦上操作的戰鬥機不僅有機會和敵對陣營的同類型飛機交戰，也可能面岸基飞机，尤其是更為輕巧的戰鬥機。
為了在航空母艦上操作，艦載戰鬥機的結構需要加強，重量會比較重，性能上會比類似技術與工藝能力下生產的陸上戰鬥機稍差，這方面是艦載機先天不利的地方，為了不讓性能差距過大，設計團隊必須考慮周詳才不至於讓海軍的戰鬥機處於下風。
二戰時期大量使用艦載戰鬥機的只有日本，英國與美國。其中日本和美國在太平洋地區以航空母艦上的航空兵力進行大規模作戰，也是美國海軍進行兩棲登陸作戰時唯一的空優維繫者。

### 進入噴射時代

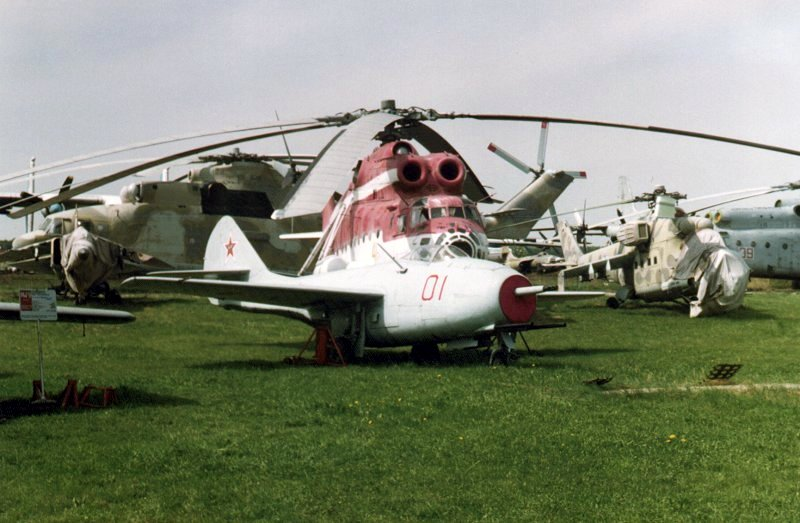
蘇聯第一代的噴射戰鬥機：MiG-9

1930年代螺旋槳性能的極限已經在試驗環境下被了解，替代推力的研發在許多國家相繼展開，其中又以德國與英國的腳步較快，他們以各自的技術開發出第一代噴射發動機並且在二次世界大戰結束前讓噴射戰鬥機正式服役。美國主要發展活塞式戰機，雖然國內已經有不少成品但是為了集中戰時資源所以並沒有投入量產。蘇聯則因為戰爭的關係而中斷相關的研究。日本除了有少量本身的研究成果之外，也多是使用來自德國的資料與樣品協助發展。
即使大戰結束前已經有噴射戰鬥機服役，雙方並沒有機會與對手作戰，直到1950年韓戰爆發時，徹底轉變戰鬥機與空戰的型態。韓戰之後，噴射戰鬥機迅速在各國取代螺旋槳，成為第一線裝備，除了極少數的區域衝突，像是足球戰爭之外，噴射戰鬥機之間的戰鬥已經成為常態。

### 重要發展里程碑
進入噴射時代之後，除了動力系統的改變以外，尚有其他的系統的加入逐漸改變戰鬥機的功能，戰術與性能。比較重要的包括：

#### 雷達

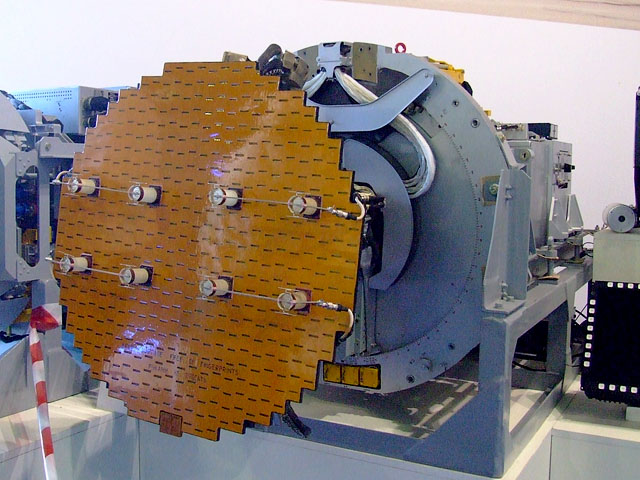
俄羅斯展出的一款平板天線空用雷達

雷達最初是使用在夜間攔截任務上，二戰時期的使用經驗延伸出兩種發展路線。一種是利用小型雷達測距儀追蹤目標的距離，協助飛行員找到最佳射擊時機，提高一般飛行員的命中率。這條路線的發展很快就和第二種合併，也就是持續改進二戰攔截用空載雷達系統，朝向功能更多，簡單化，使用限制更少的方向發展。早期噴射戰鬥機常見的機鼻進氣口設計，為了將空間騰出來安裝更大的雷達而移動到機身其他的部位，自1970年代以後設計服役的戰鬥機，機鼻的空間都留給雷達使用。
二戰時期大多數安裝在戰鬥機上的雷達需要專門的操作人員負責，直到大戰末期美國海軍開始在F6F和F4U戰鬥機上加裝由飛行員操作的雷達之後，第一次開啟單座戰鬥機配備雷達的紀錄。隨著電子相關技術的發展，雷達的功能愈來愈多，除了協助機炮瞄準敵機以外，還可以搜索與追蹤視野以外的目標，導引飛彈，偵測地面目標，計算炸彈撞擊點到描繪前方的地形並且與自動飛行系統合作進行迴避等等。然而多功能也代表雷達的操作愈來愈複雜，像是美國F-4戰鬥機需要後座雷達官在顯示幕上判斷目標的資訊。直到電腦成為雷達系統的一部分，將接收到的訊號加以處理，簡化，分類之後以簡單的符號和數字加以顯示，譬如F-15戰鬥機的AN/APG-63雷達，才使得雷達提供的資訊能夠更快速的被運用，以提高狀態意識（Situation Awarness，SA）的掌握，再加上利用都卜勒效應的濾波技術，靈敏度更高的天線，高、中與低脈衝重複頻率（Pulse Repetition Frequency，PRF）的使用等，雷達得以擺脫過去遇到地面雜訊就會癱瘓的窘境，也可以在地面雜訊中找出敵機的位置。
2000年以後空載雷達的發展路線主要是在使用主動原件的電子掃描陣列雷達和低被截收率（Low Probability of Intercept，LPI）技術等方面。前者採用固定的雷達天線，天線上有許多小的訊號發射與接收單元，這些累積的訊號利用改變相位的方式，能夠對前方空域進行比傳統機械雷達快百倍以上的頻率掃描，也能夠同時對多目標追蹤，或者是快速在不同波形，頻率，PPF和模式之間切換。後者配合低可偵測性技術的運用，降低雷達使用時訊號被發現的機率。

#### 飛彈

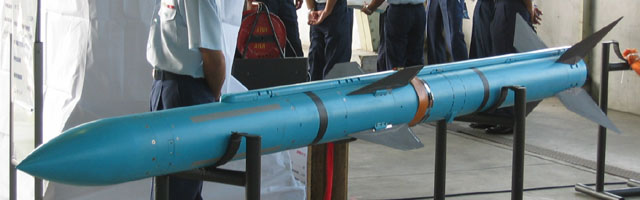
日本AAM-4飛彈

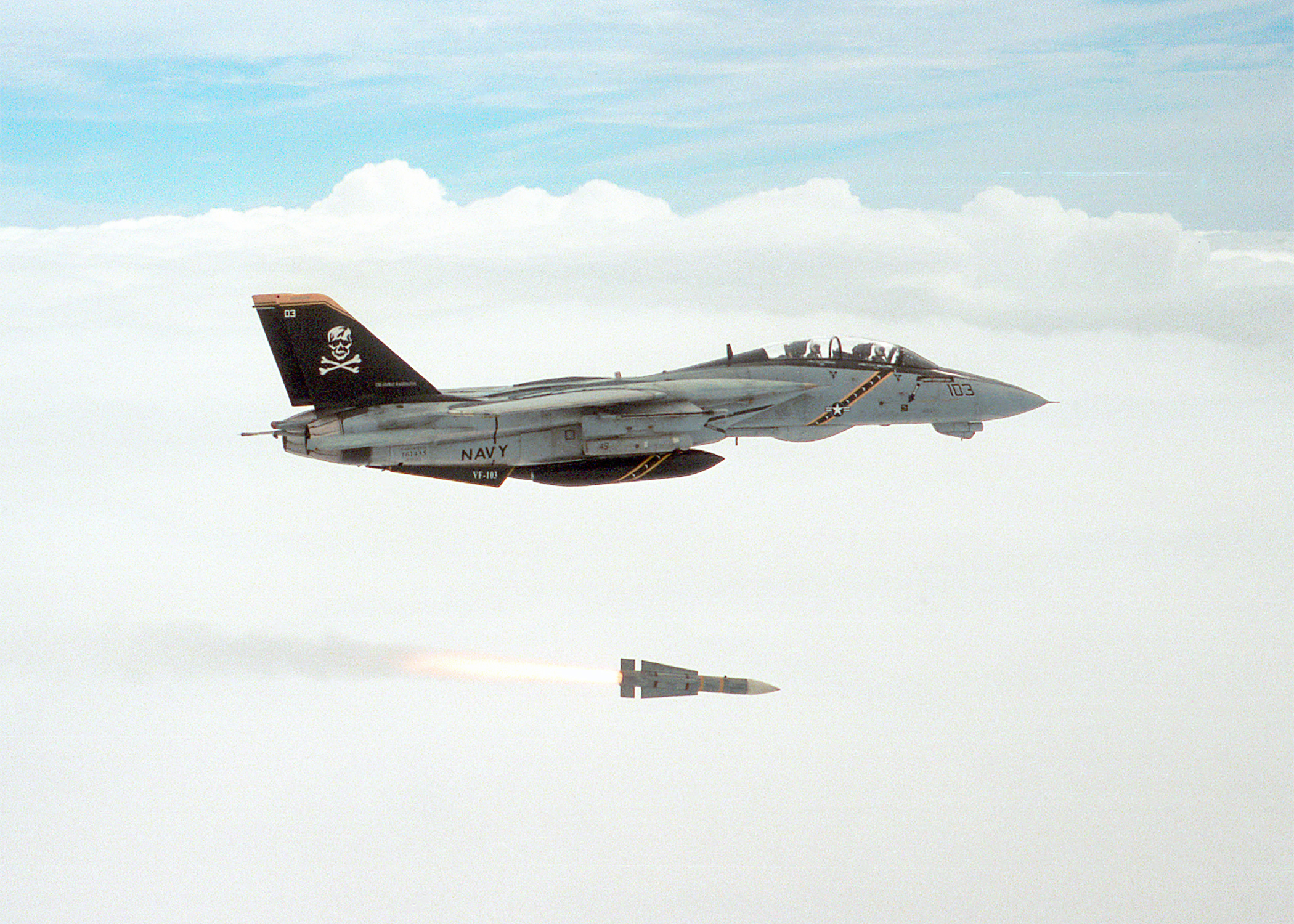
美軍F-14正發射AIM-54鳳凰飛彈

在戰鬥機上攜帶飛彈的構想於二次大戰末期展開，德國首先引用空對空飛彈的試驗，美國則進行空對地飛彈的驗證。戰鬥機使用飛彈對付其他飛行目標的最大動機是對付高飛的轟炸機，尤其是攜帶原子彈的戰略轟炸機。這種威脅升高到幾架轟炸機就足以重創一個大型城市，遠高於二戰時期需要數千架次以上，大量傳統炸彈才足以相比的破壞效果。為了對抗此種極高毀滅威力的新武器，攜帶原子彈頭的空射火箭也一度被當作應急的手段。
到了1950年代中期，最早的雷達與紅外線導引空對空飛彈開始量產，而第一次使用飛彈的噴射機空戰出現於中華民國空軍以F-86戰鬥機攜帶AIM-9響尾蛇飛彈與中國人民解放軍空軍的MiG-17交戰。理論上使用飛彈可以提高對敵機的摧毀比例，尤其時雷達導引的飛彈能夠在夜間和視野較差的環境發揮作用，而飛行員不需要像過去一樣靠著大量的運動才能夠進入目標的後半部，以取得較高的命中率。因此許多國家出現以飛彈全面取代機槍或者是機砲，甚至打算取代戰鬥機的主張。像是美國的F-4，蘇聯的MiG-21與英國的閃電都曾經以飛彈作為空戰的唯一武裝。
越戰時期，美國與北越空軍交戰的經驗顯示，當時的飛彈可靠度太低，捨棄機炮是一個過於草率的決定。但是飛彈的重要性已經受到實戰的確認，成為無法抗拒的潮流。

#### 後燃器

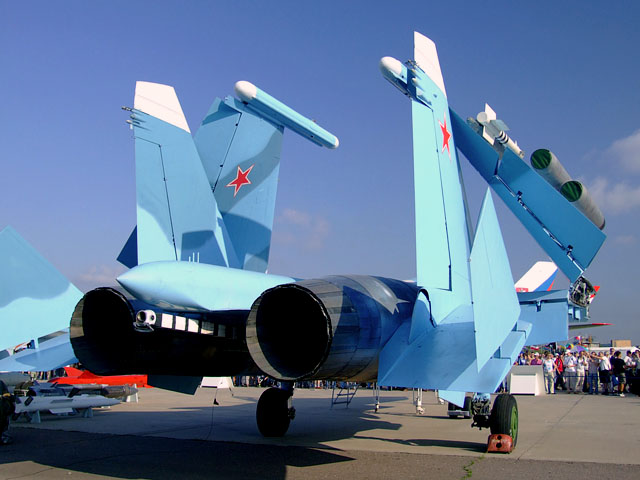
蘇-33的後燃器

後燃器相當於裝在噴射發動機後面的第二個燃燒室，在緊急的時候以大量的燃料提供非常大的推力。這種緊急動力的概念在二戰時期已經很普遍運用在活塞發動機上面。像是德國使用的GM-1注入裝置（也就是笑氣）與美國在汽缸投注水冷卻等。剛剛進入噴射時代，蘇聯與美國都曾經進行於渦輪段前方再度注入燃料點火的試驗，然而這個手段對於渦輪葉片的耗損提高許多，類似的構想有在壓縮段前面噴水，降低壓縮氣體的溫度，提高燃燒前後的溫度變化以取得更大的推力。等到後燃器的發展逐漸成熟之後，成為戰鬥機不可或缺的裝置。除了於戰鬥中使用以外，起飛或者是需要加快爬升的時候，都會使用後燃器。即使如F-22或者是颱風戰鬥機等機種宣稱能夠在不使用後燃器的情況下維持超音速巡航，他們還是繼續使用後燃器作為必要時的緊急能量補充。

#### 線傳飛控

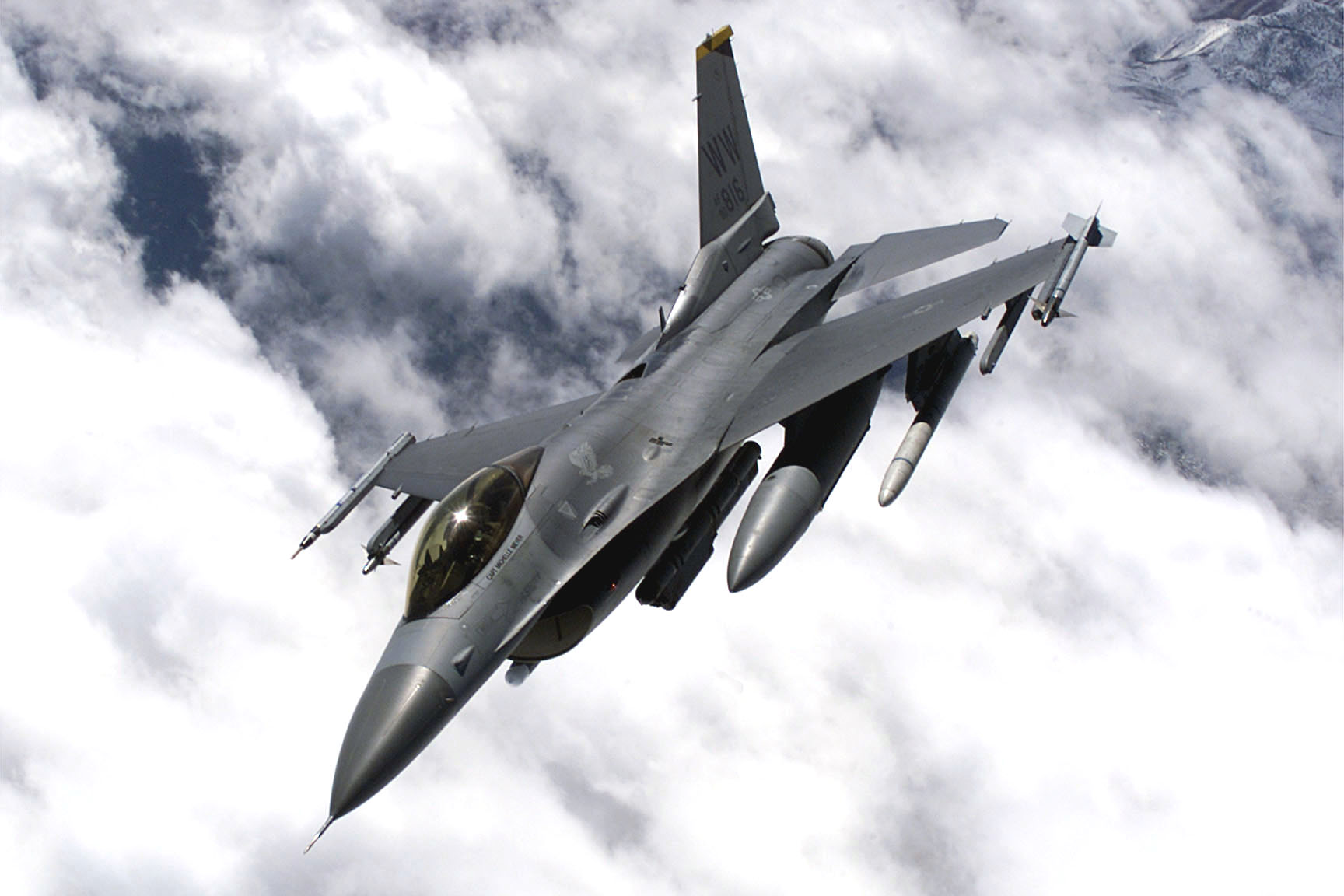
F-16是第一款先天不平衡設計的線傳飛控戰機

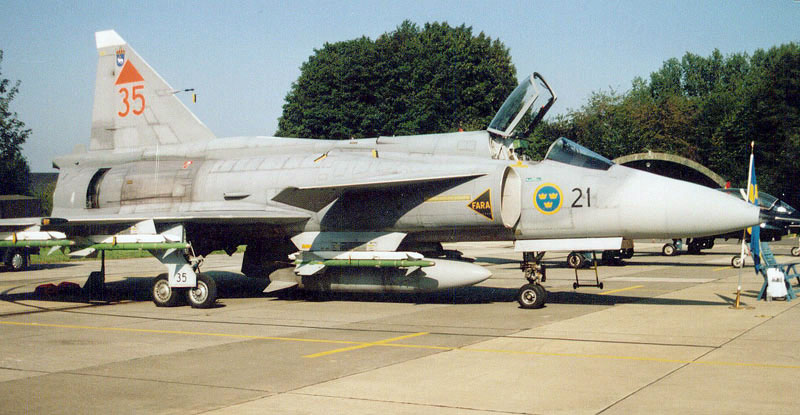
瑞典自力設計生產多款四代戰鬥機，這是JA37

線傳飛控系統的概念來自於早期的線導系統。線導系統就是單純地將飛行員的控制命令透過電線與電子裝置，轉換為對控制面的驅動訊號與力量，捨棄傳統使用的鋼纜或液壓傳導方式，最早的簡單線導系統的實際運用可以追溯到二戰時期德國以單發動機戰鬥機（Fw 190或Bf 109）與一架轟炸機（譬如Ju 88）結合的楔寄生（Mistel）有人導引炸彈。美國是二戰之後最早對線導系統進行試驗與運用的國家，最初的研究目的是要提升飛機的飛行安全，降低因為鋼纜或者是滑輪等裝置失效導致失去控制的問題，對大型飛機相隔距離很遠的控制面也可以提高反應與效率，此外，還能夠減少重量與這些裝備使用的空間。
而今日所謂的線傳飛控在單純地以電路傳導飛控命令為基礎上開發，更重要的是可以有多部電腦介入飛控系統操作，飛行員只需下達動作指令，至於達成指令所需的機身、動力系統與氣動面調整，則是由電腦掌握。過去飛機在空氣動力設計上必須考慮穩定的問題以利飛行員控制穩定的飛行狀態，但線傳飛控的發展讓先天不穩定的機體構型飛上天成為可能。因此線傳飛控對於戰鬥機的重大影響在於將傳統的靜穩定推向靜不穩定設計，提高總體可用升力和飛機的運動能力，此外利用電腦配合對飛行狀態的監視，能夠防止飛機失去控制，或者是讓飛機在接近失去控制的狀態下仍然足以保持能夠穩定飛行。此外，線傳飛控還可以整合不同控制面的使用型態，突破過去鋼纜機械式的瓶頸，作出過去無法想像的動作，譬如飛機以朝上或者是朝下的姿態保持不改變高度的水平飛行。以電腦軟體控制飛機的方式，在更新控制系統上也比過去的硬體要簡單與快速。
第一架採用線傳飛控是美國的F-16，是四重電傳飛控系統。現在已經是第四代後期戰鬥機的標準配備，且多數為三重線傳飛控系統。在追求更高的運動能力的趨勢下，線傳飛控成為不可或缺的重要系統，目前的發展方向是與動力系統結合，將過去兩個分離的系統的控制整合使用。

#### 低可偵測性

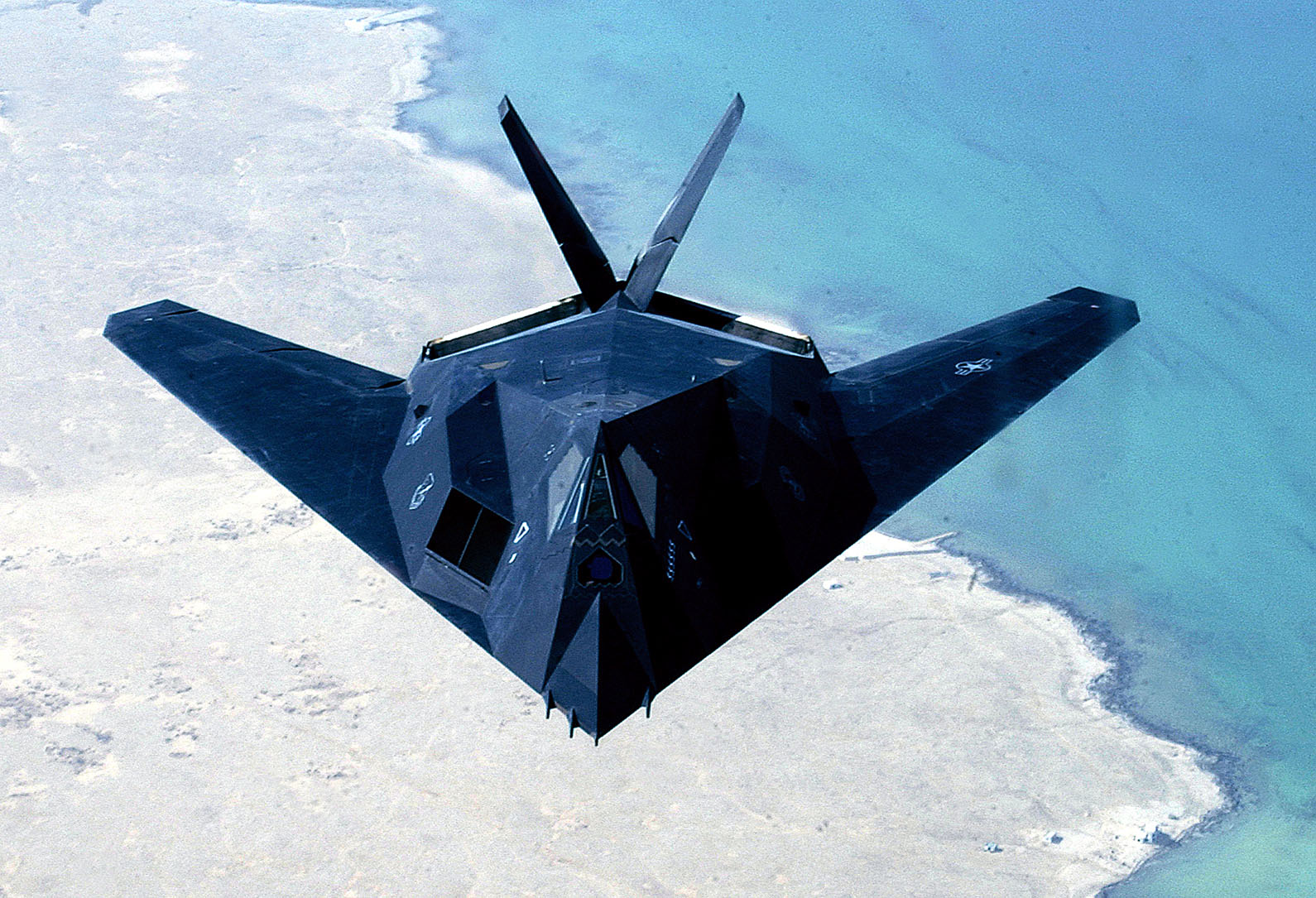
F-117是第一種針對降低可偵測性設計的作戰飛機

低可偵測性又被稱為匿蹤或隱身，這項技術是為了降低飛機被偵測到的機率、距離和避免被持續追蹤的可能。自從雷達於二次世界大戰初期開始運用於對空警戒以來，相關研究不斷的進行，而廣義的降低偵測的手段當中，除了電磁波以外，同時要考慮的還包含紅外線、聲波與可見光等。
二次大戰時期的經驗發現以非金屬類材料為主要結構的飛機，能夠降低雷達發現的距離，採用翼身融合，也就是飛翼設計的飛機也有類似的效果。1950年代的研究顯示一些塗料對於特定波長的電磁波有明顯的吸收效果，這種被稱為雷達吸波收材料（RAM）曾經使用於U-2、SR-71以及越戰期間擔任偵查任務的無人機上，然而效果並不如預期，同時成本效益不佳，甚至會導致飛機過熱而失去控制的問題。
直到美國發現蘇聯的一篇有關電磁波研究的（公開）論文之後，透過改良和運用電腦運算，方才開透過計算，以外型設計降低電磁訊號反射強度的先河。
其他降低偵測的手段還包含在燃料中加上特殊成分、降低排氣的溫度、改變發動機噴嘴的形狀以及與周圍冷空氣混合的效率、在飛機機身塗上特殊顏色的塗料、減少目視發現的距離、與週遭環境融合、減少反光或者是改變外型線條等。而在夜間進行任務則是利用天然條件作為妨礙偵測的另外一種手段。

## 當代戰鬥機世代劃分
從噴射戰鬥機開始服役之後，出現對於各種戰鬥機在發展歷史上的世代劃分。常見的劃分方式有很多種，劃分的基本原則是以較為普遍的共通點作為世代劃分的分野。需要注意的是戰機分代並不是絕對的，同一架戰機根據時代變化也有可能改變世代分類（如法國的飆風戰機與多國共同研發的颱風戰鬥機曾被美国政府視為第五代戰鬥機）。

### 第一代

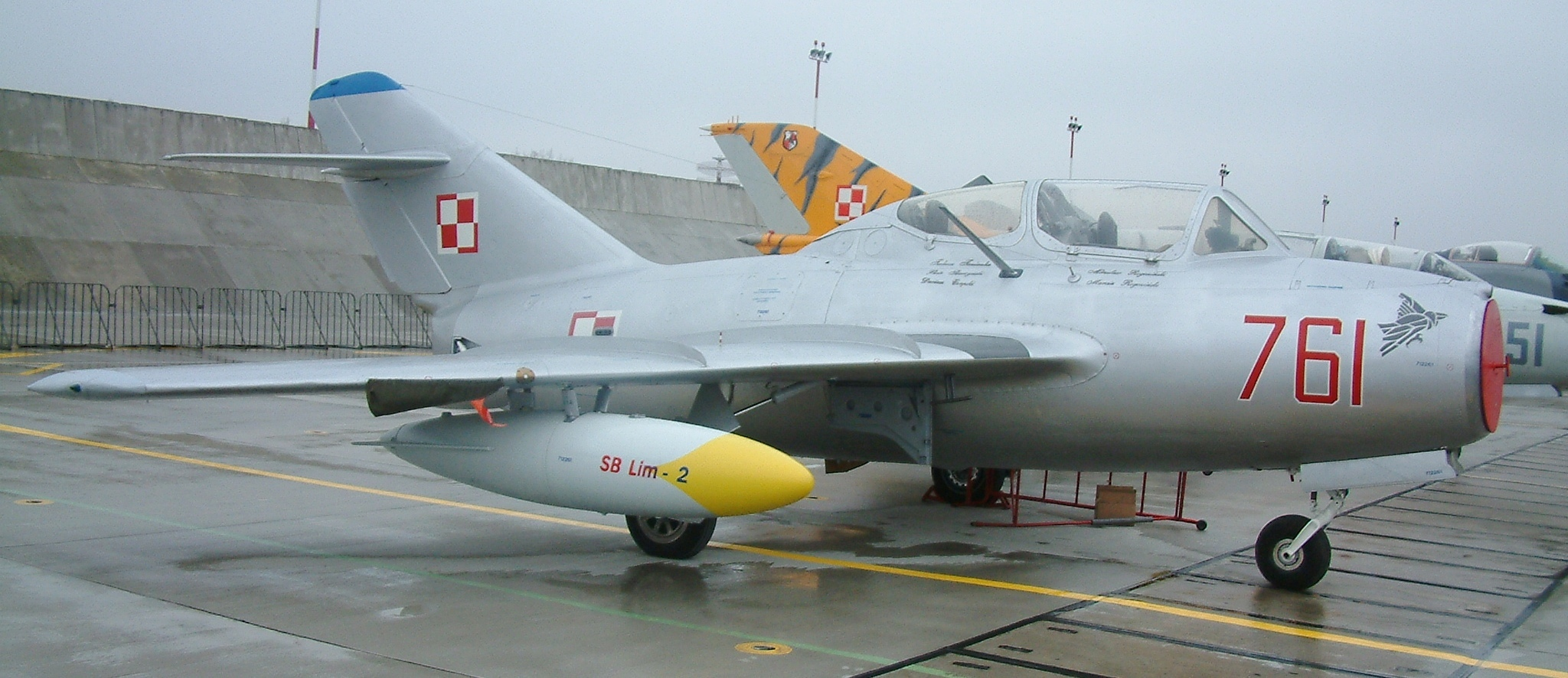
蘇聯MiG-15是蘇聯第一種大量生產服役的噴射戰鬥機

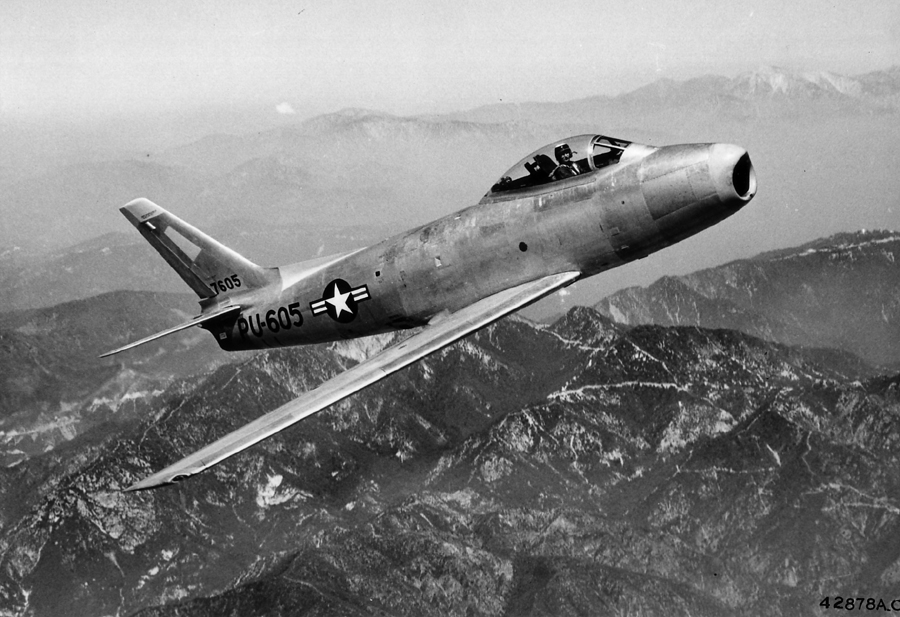
美國佩刀式戰機是美國第一款後掠翼設計的噴射戰鬥機

第一代戰鬥機可以追溯到二戰末期服役的機種開始，此一時期的噴射戰機主要是爭取速度上的優勢。這些戰鬥機是最初使用噴射發動機為動力，擺脫螺旋槳在接近音速時的上限。這些飛機的外型設計仍然沿用過去的經驗，像是德國的Me 262和美國的YP-59戰鬥機等，與二戰時期的雙發動機飛機設計相去不遠，大多是使用前三點起落架。
在性能上，第一代戰鬥機的平飛速度比螺旋槳飛機要高，航程則受到發動機的效率的影響而較差，水平運動性能也較弱，對油門改變的反應低，發動機的壽命受到材料與設計的影響，也不如當時最好的活塞發動機。平飛的最大飛行速度在音速以下，武裝承襲自二戰，以機槍或者是機炮為主，並且能夠攜帶副油箱、炸彈與火箭彈等武器。
在結構和使用的材料上，已經無法在部分地方繼續以非金屬材料構成，而必須以全金屬，尤其是高強度的鋁合金作為主要的機體結構。造成這種改變的趨勢除了飛行速度高以外，高速下的控制面變形導致運動能力遲緩或者是大幅降低是兩個主要因素。此外，噴射發動機產生的高溫也需要耐高溫的材料維繫操作和安全。
當第一代發展到後期階段，部分1930年代的技術與科技研究成果陸續的被運用，包括後掠翼、彈射椅、雷達測距儀等。同時外型設計也針對高速飛行進行改良，在戰術上也隨之改進。
這一段時期的機種如蘇聯Yak-15戰鬥機、MiG-9戰鬥機、MiG-15戰鬥機、美國F-80戰鬥機、F-84戰鬥機、F-86戰鬥機、英國的格罗斯特流星战斗机、吸血鬼戰鬥機，法國的神秘式戰鬥機等。

### 第二代

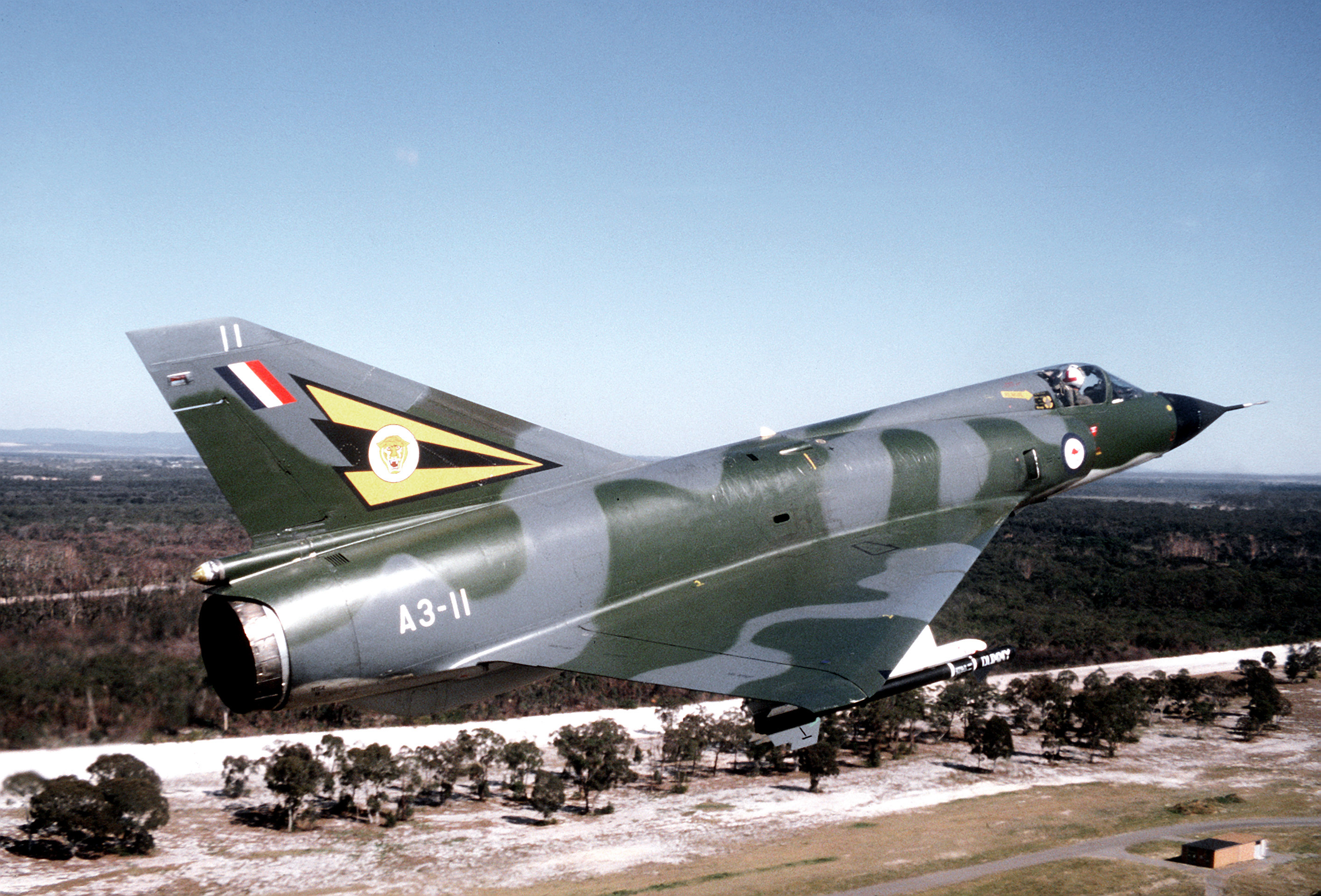
法國生產的幻象III戰鬥機是非常暢銷的一款設計

第二代戰鬥機的發展路線延續第一代強調速度，實用升限以及操作高度等方面，尤其是最大飛行速度從次音速，經過超音速，一直到兩馬赫的範圍，這讓這個時期的戰機陸續出現了極端設計，例如作為高速卻短腿的攔截機F-104、MiG-21（後來證明它更適合纏鬥），甚至往後準備作為B-70護航機的XF-108，其發展的經驗主要都來自此一時期。為了達到這些目的，後燃器在這個階段開始成為戰鬥機必要的裝備，空氣動力領域相關的研究成果也逐漸廣泛採用。除了增加後掠翼的角度以外，三角翼與幾何可變翼是另外兩類新型態的高速飛行機翼設計。而另外一項關鍵性的突破是機身採用面積律的理論來設計。

### 第三代

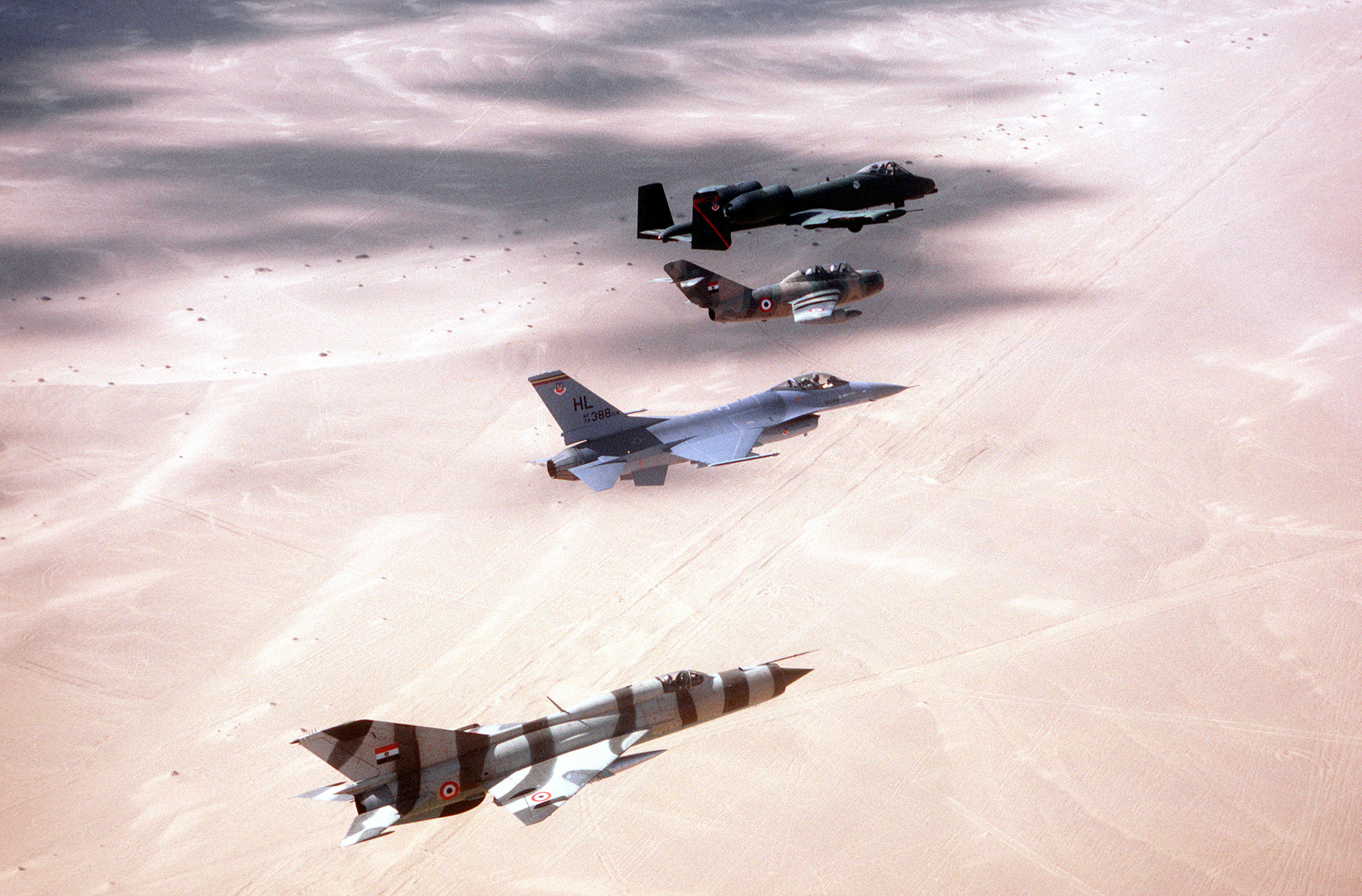
1982年埃及演習MiG-21PFM、MiG-15UTI、A-10、F-16四架共飛，剛好橫跨三個戰機世代

第三代戰鬥機出現於1960年代，這個階段將先前累積的使用經驗以及各種試驗的結果加以整合。許多高速飛行時的現象和控制問題獲得相當程度的解決，高後掠角度的機翼設計已經不受到青睞，三角翼和幾何可變機翼與後掠角度小於45度的梯形翼成為設計的主流。發動機的輸出透過耐高溫特殊材料和冷卻技術而更上一層樓。雷達與各類航電逐漸成熟與複雜化，機鼻進氣口已經幾乎完全被放棄，以配合大型雷達天線的安裝需求，而這個需求使得飛機的大小和成本迅速高漲。

### 第四代
第四代戰鬥機於1970年代陸續服役，這些飛機吸收第三代戰鬥機設計與使用上的經驗，加上諸多空中衝突與演習顯示出來的問題和需求，融合之後成為冷戰結束前後最主要的角色。

#### 第四代半
4.5代戰機主要是指延續第四代戰機的發展成果進行修改，通常是針對航電與電戰系統有了大幅的更新，以作為第五代戰機全面服役前的過渡機種。雖說是性能低於五代戰機的過渡機種，但價格上比起昂貴的五代戰機有優勢。4.5代戰機中多數是四代戰機的改良升級版本，如俄羅斯基於蘇-27的數種升級版（蘇-30SM、蘇-34、蘇-35）、米格-35，中國的殲-10C、殲-15D、殲-16，美國的F-15E、F-16V、F/A-18E/F，日本的F-2等。另有一些原先被視為第五代，但是在F-22等匿蹤戰機問世後，因性能差距等因素而被改分類為4.5代的戰機，如英德義西合作的颱風戰鬥機、法國的疾風戰鬥機、瑞典的獅鷲戰鬥機等。

### 第五代

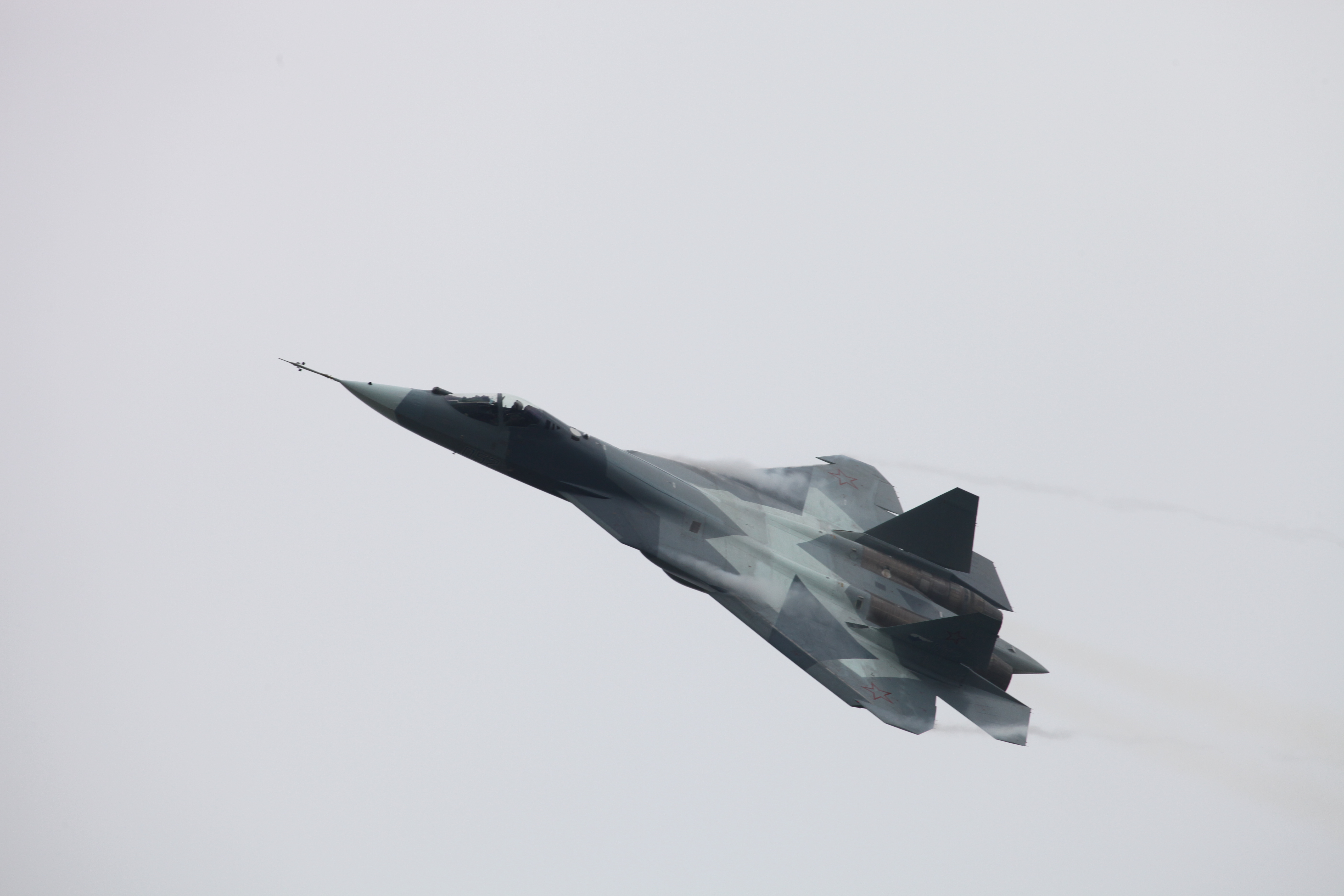
第五代的Su-57戰鬥機

第五代戰鬥機在科技上與前一代最大的差異就是低可偵測性技術的運用。這一項科技研發在1970年代美國採用几十年积累下来的研究成果，配合電腦的高速計算能力，逐漸將降低雷達截面積（RCS）的估算成功的機率與飛機設計融合，但為了滿足低可被偵測性而不再使用外掛點，可攜帶的彈藥因而大幅減少。

### 第六代
第六代战斗机在第五代战斗机的基础上更加强化了隐形能力和诸多光电航电设备，以及节约成本费用，尤其是经济性化、智能辅助技术、无人机协同等等，将是一种信息化战场下的武器。

## 第一次世界大戰

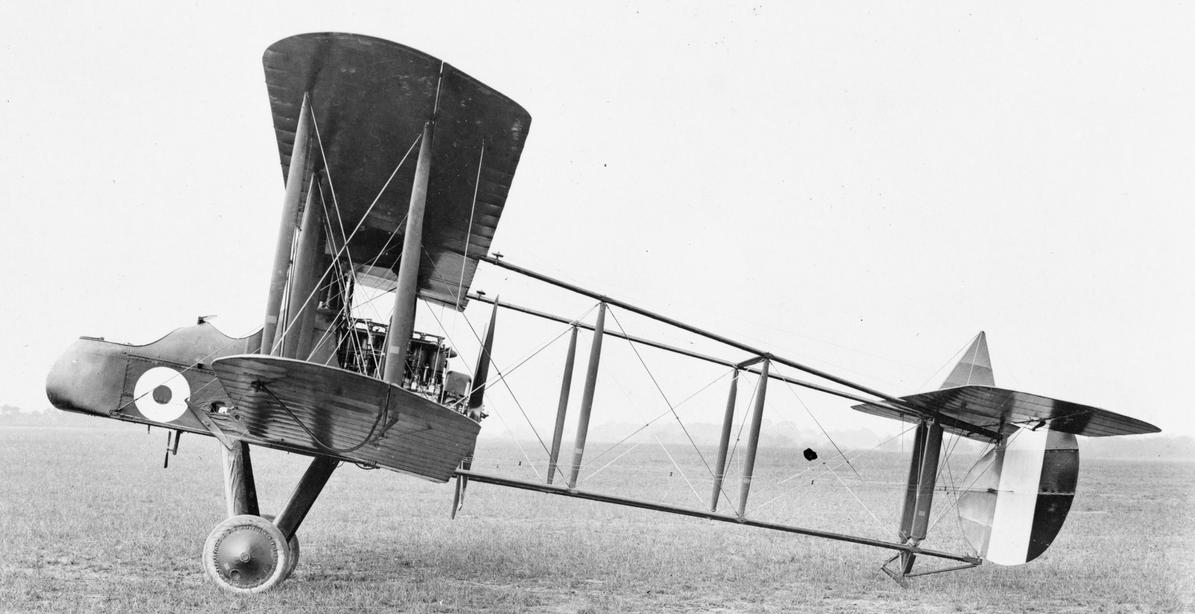
F.E.2b戰鬥機

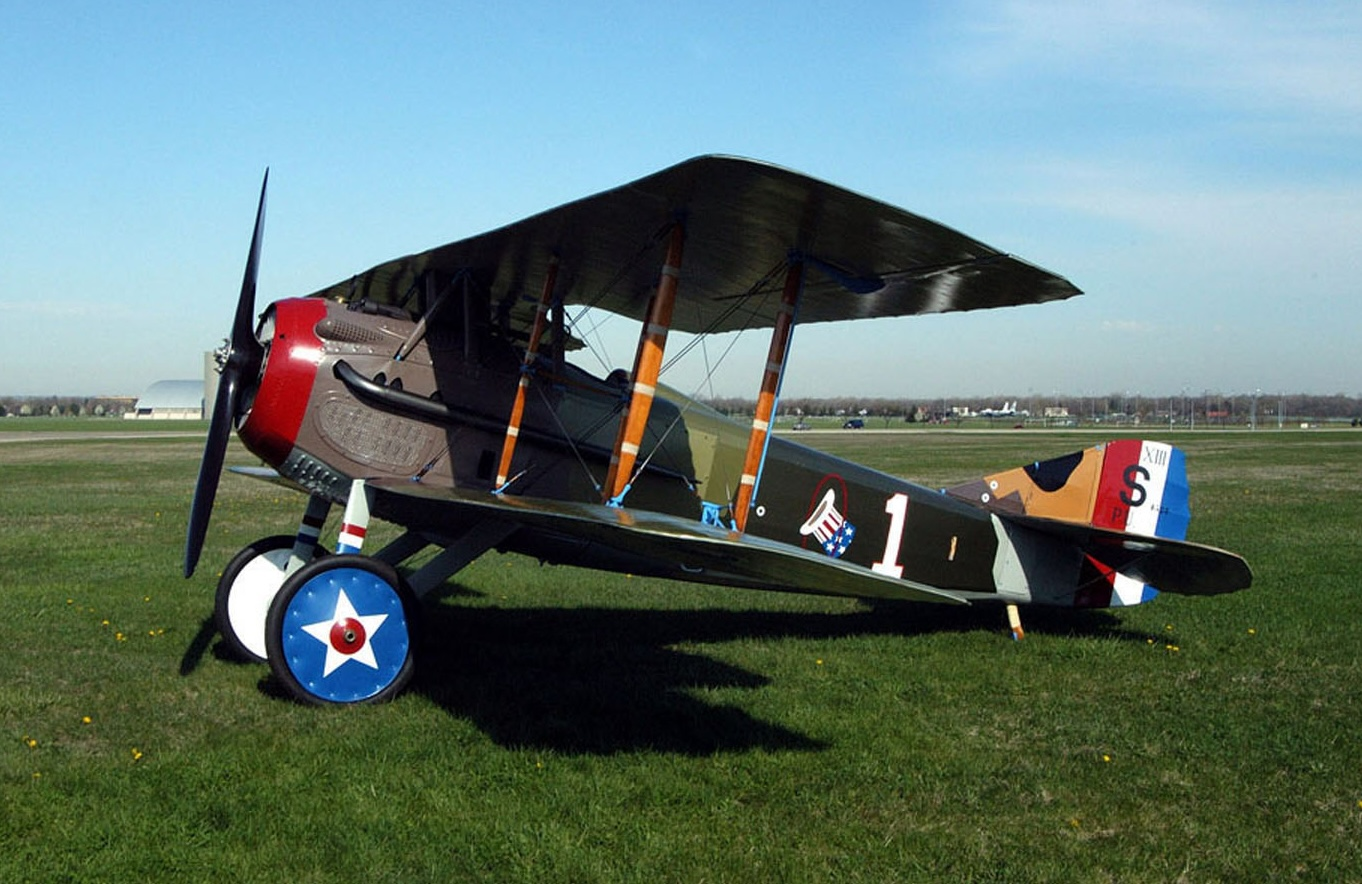
Spad XIII型戰鬥機

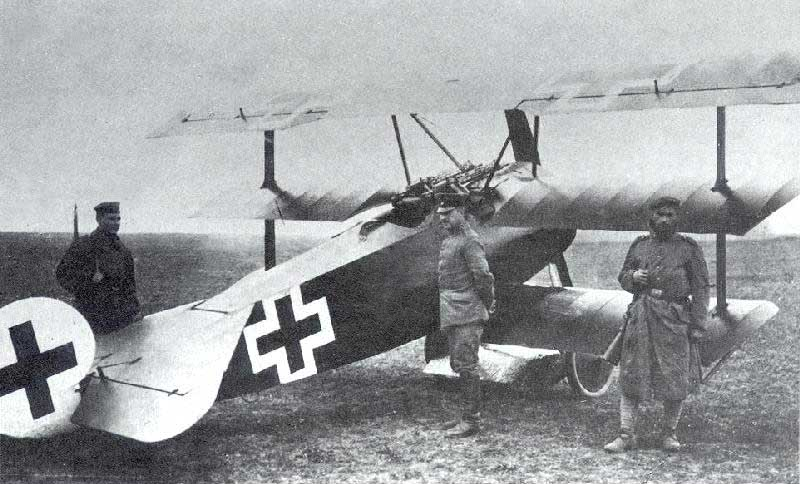
德國空軍的福克Dr.I戰鬥機，也是紅男爵里希特霍芬使用的機種

此時期的美國和帝俄所用的戰鬥機皆為仿制或直接購買外國的機種，本表亦省略其他交戰國使用外國入口或仿制的戰鬥機。
| 大英帝国 | 法蘭西共和國 | 德意志帝國 | 義大利王國   | 奥匈帝国                                      |
| --- | --- | --- | ------------ | --------------------------------------------- |
| - F.B.5槍枝巴士戰鬥機 - 偵察D戰鬥機 - F.E.2戰鬥機 - Sopwith Pup - F.2B - 索普威思（Sopwith）駱駝戰鬥機 - 三翼戰鬥機 - 索普威思·小狗式战斗机 - 皇家飛機工廠S.E.5a - 阿弗羅504 | - 紐波特11戰鬥機 - 紐波特17戰鬥機 - 紐波特28戰鬥機 - 莫蘭-索尼耶L單翼機 - 柏法茨E單翼戰鬥機 - 斯柏特S-VII戰鬥機 | - 福克E單翼戰鬥機 - D.II - 柏法茨D-III戰鬥機 - Dr.I - 容克斯D-I戰鬥機 - 信天翁D戰鬥機 - 福克D-VIII戰鬥機 - 福克D-VII戰鬥機 - 福克Dr.I戰鬥機 | - M5戰鬥飛艇 | - 阿維他D戰鬥機 - 鳳凰D戰鬥機 - 洛納L戰鬥飛艇 |

## 戰間期
這時代尚有很多交戰國使用或仿制外國戰機，如當時的中國但為免重覆而省略。

### 美国
- 陸軍航空隊
  - P-26
  - P-35
  - P-36
- 海軍
  - 霍克II戰鬥機
  - F3F
- 本國軍方未採用但外銷成功
  - 霍克III型
  - CW-21戰鬥機

### 蘇聯

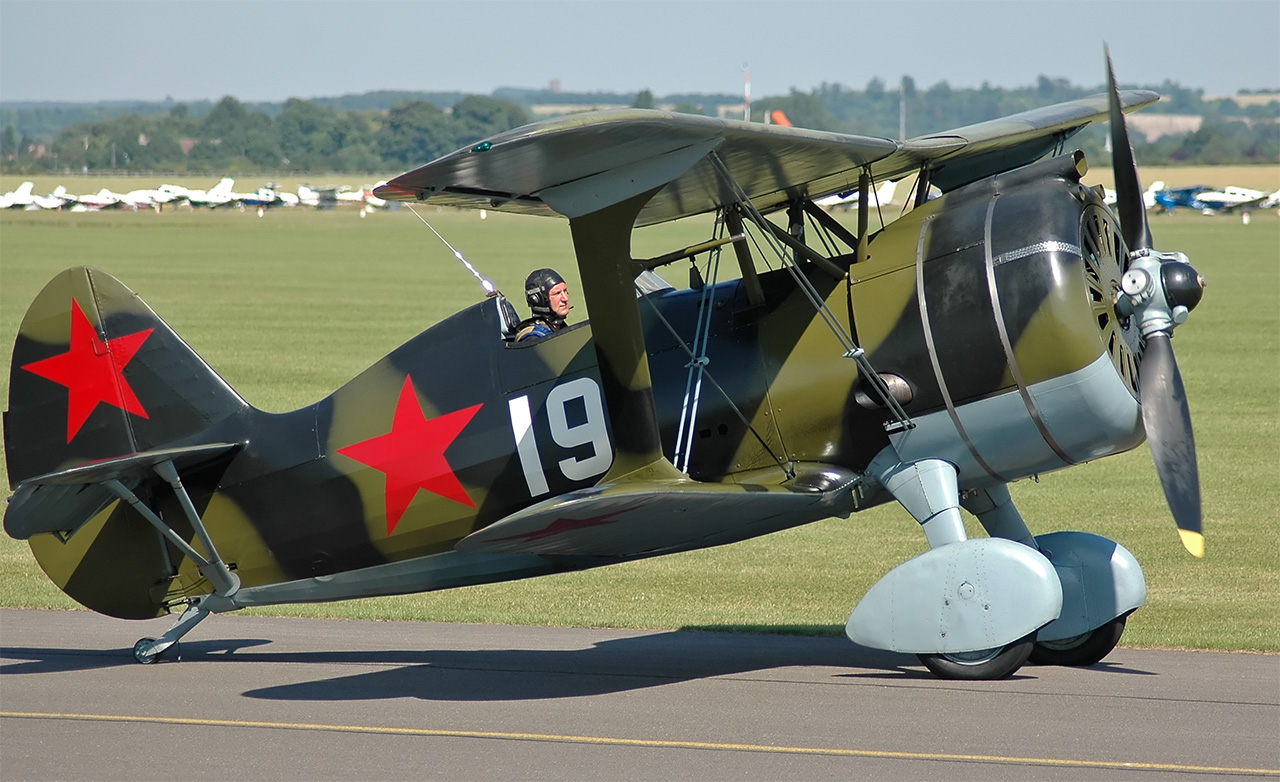
蘇聯I-15雙翼戰鬥機，曾經在西班牙內戰和中國戰場出現

- 伊-5
- 伊-15
- 伊-16
- 伊-153

### 英國

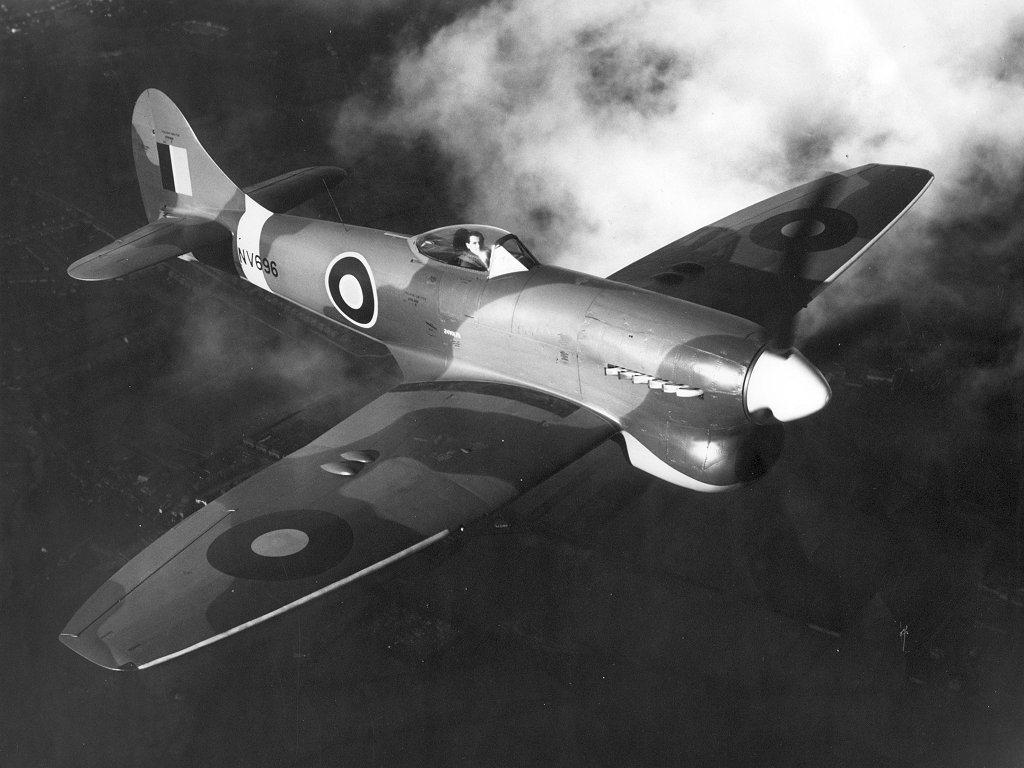
英國皇家空軍暴風雪戰鬥機，大多數的時候是以對地任務為主

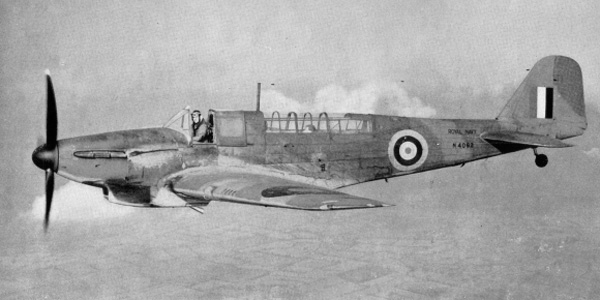
海燕戰鬥機

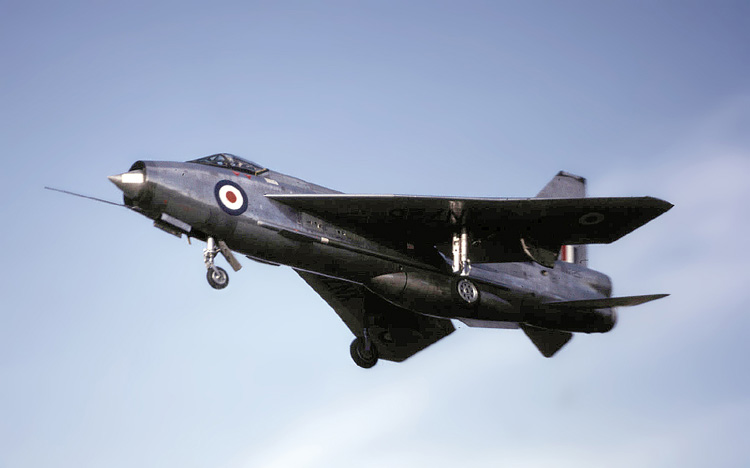
英國閃電戰鬥機

- 空軍
  - 格鬥士
- 海軍航空隊
  - 鬥雞戰鬥機
  - 海格鬥士

### 德國
- Ar 68戰鬥機
- He 51戰鬥機

### 法國

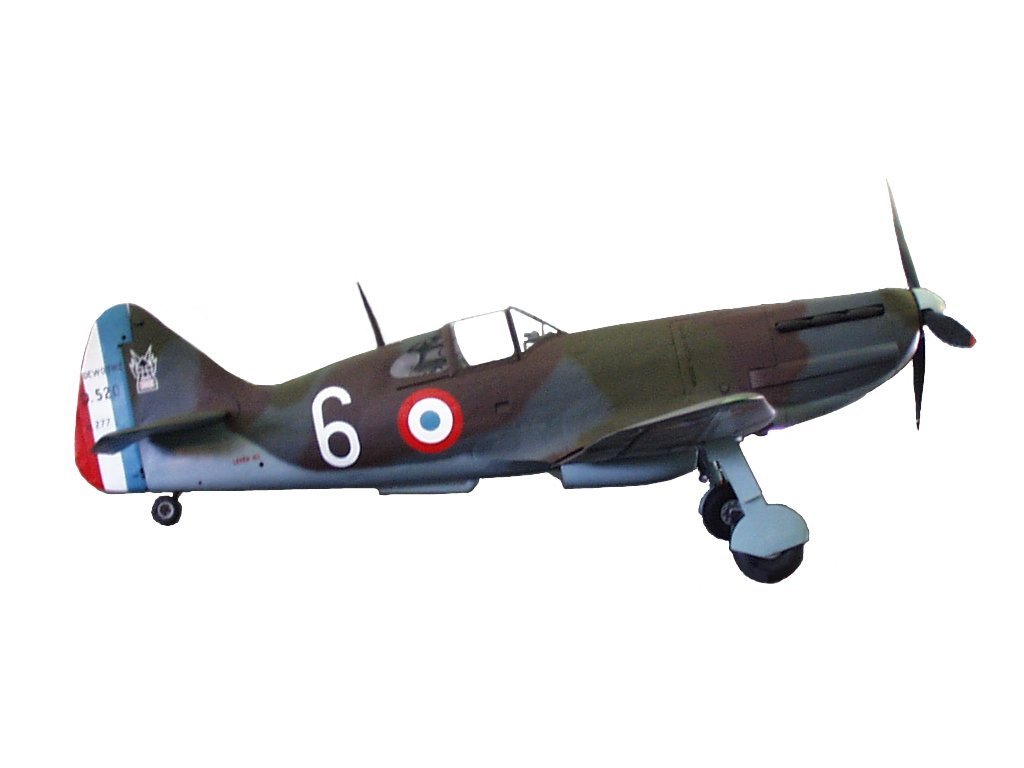
D.520戰鬥機

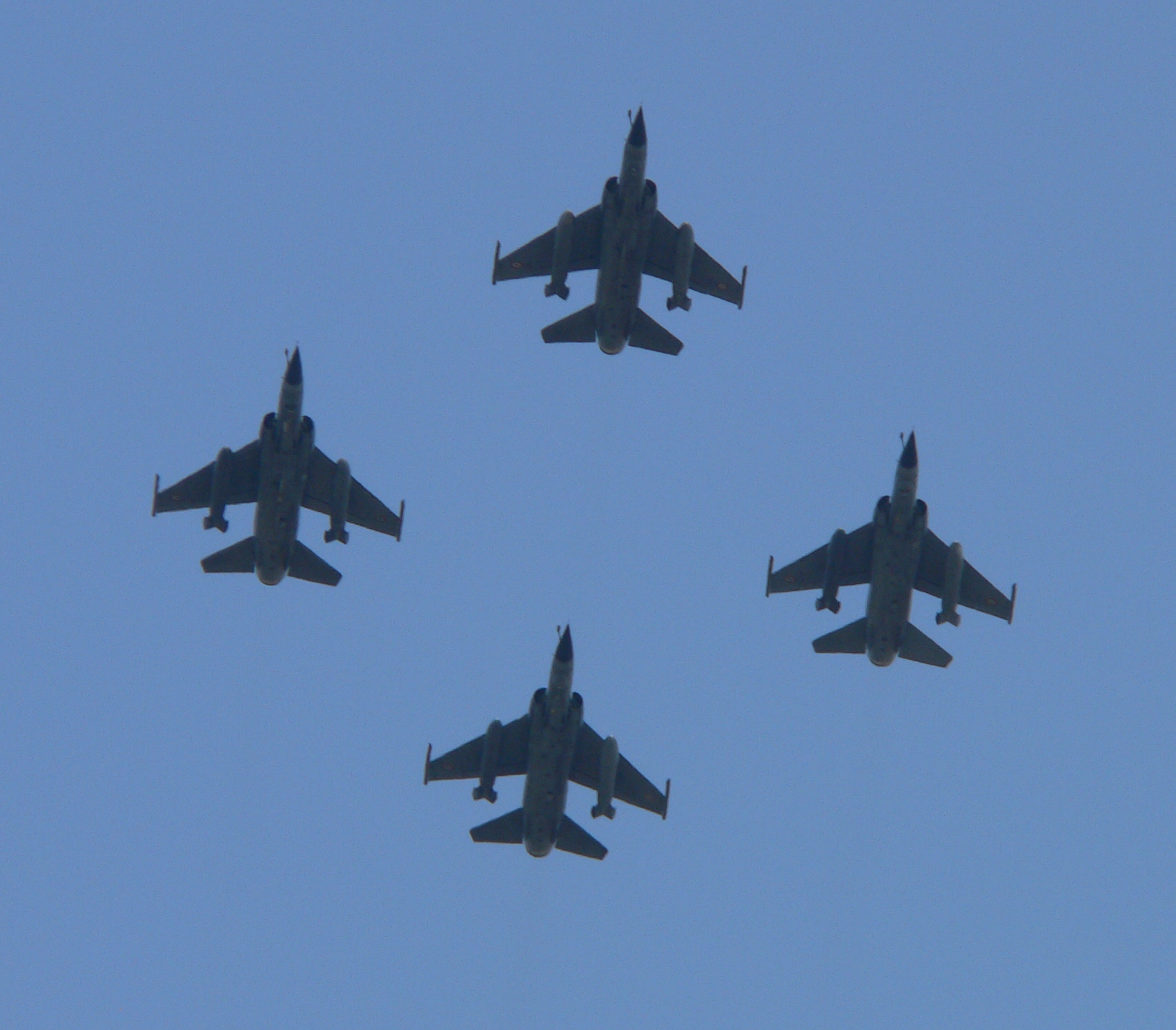
幻象F1型戰鬥機

- M.S.225
- D.500

### 日本

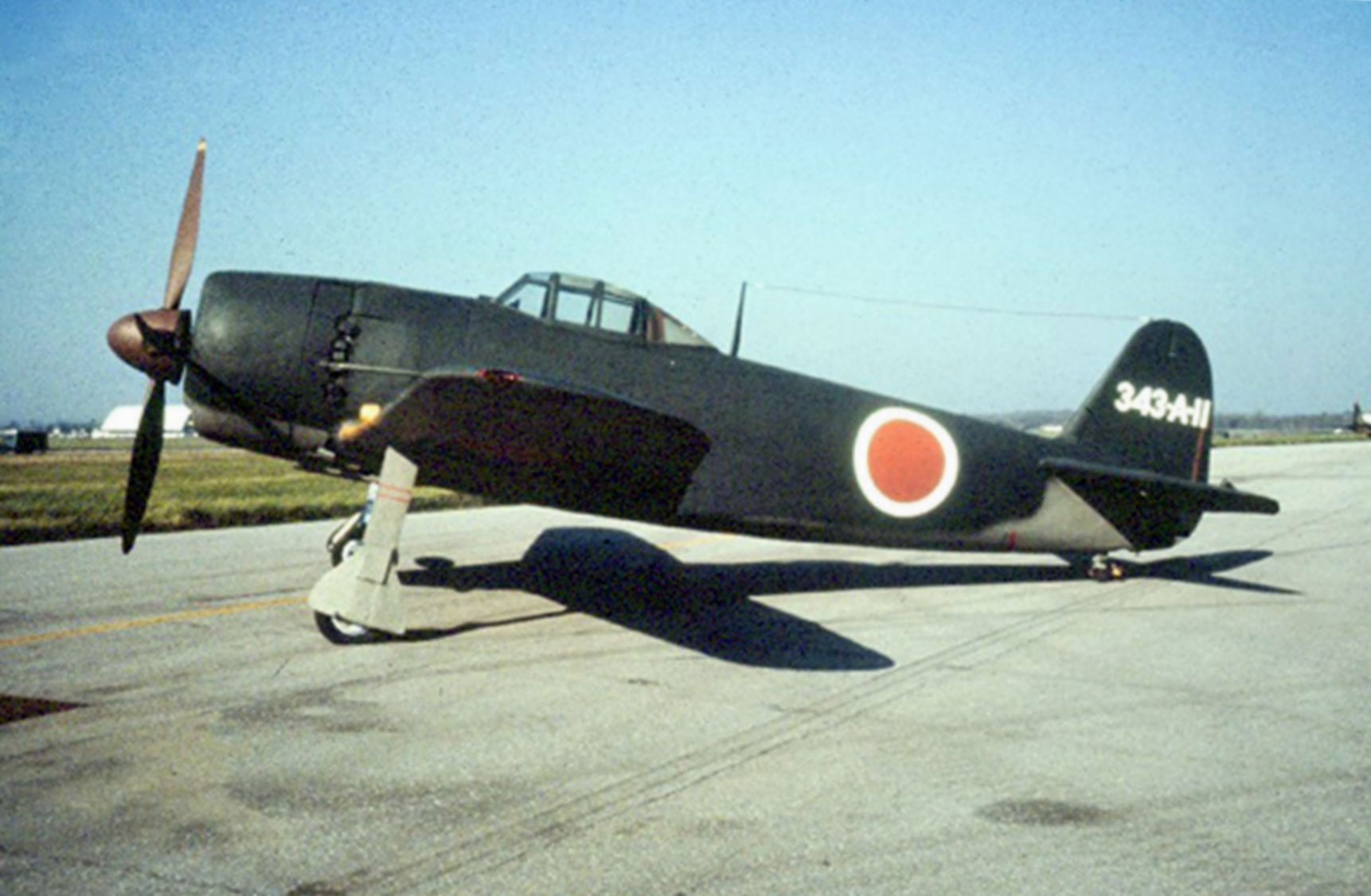
日本海軍紫電改戰鬥機

- 陸軍航空隊
  - 九一式戰鬥機
  - 九五式戰鬥機
  - 97式战斗机
- 海軍航空隊
  - 一〇式艦上戰鬥機
  - 三式艦上戰鬥機
  - 九O式艦上戰鬥機
  - 九五式艦上戰鬥機
  - 九六式艦載

### 意大利
- CR.30
- CR.32

### 波蘭
- PZL P.11
- PZL P.24
- PZL P.7

## 第二次世界大戰
這時代中國仍然只有使用進口機種。

### 美国
- 陸軍航空隊
  - P-38
  - P-39
  - P-40
  - P-43
  - P-47
  - P-51
  - P-61
  - P-63
- 海軍
  - F2A
  - F4F
  - F6F
  - F4U
  - F7FF7F是美國海軍二戰時期唯一雙引擎艦載戰鬥機
  - F8F

### 英國
- 空軍
  - 颶風
  - 噴火
  - 无畏
  - 大鵬
  - 莽漢
  - 彗星
  - 颱風
  - 暴風雨
  - 標緻鬥士式

- 海軍航空隊
  - 海燕
  - 海火戰鬥機
  - 螢火蟲
  - 海颶風
  - 海火

### 苏联

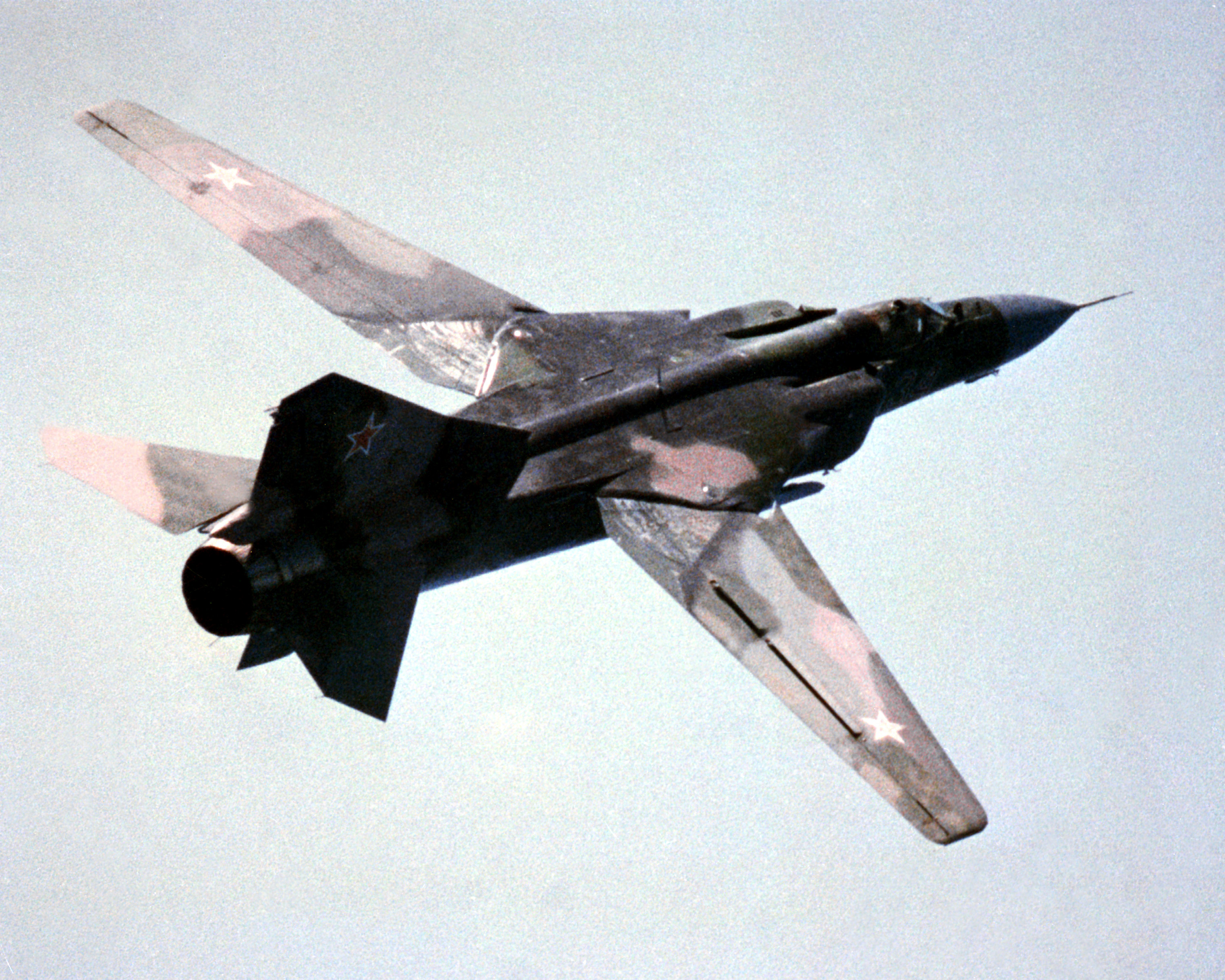
MiG-23戰鬥機

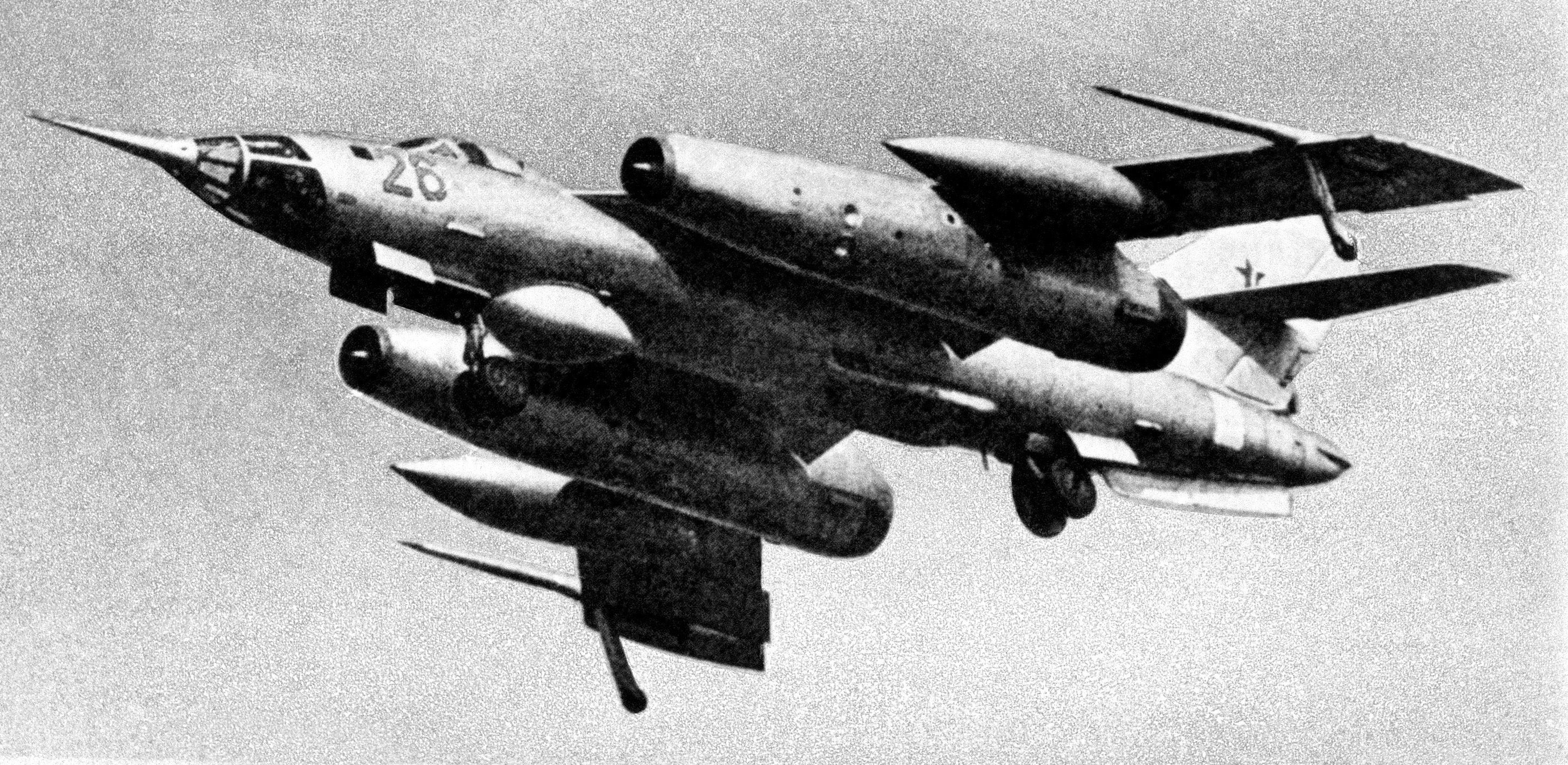
Yak-28攔截機

- MiG-3
- Yak-1
- Yak-3
- Yak-9
- 拉格-3
- La-5
- La-7
- La-9戰鬥機
- La-11戰鬥機
- Pe-3
- KT-40 (未製造)

### 德国

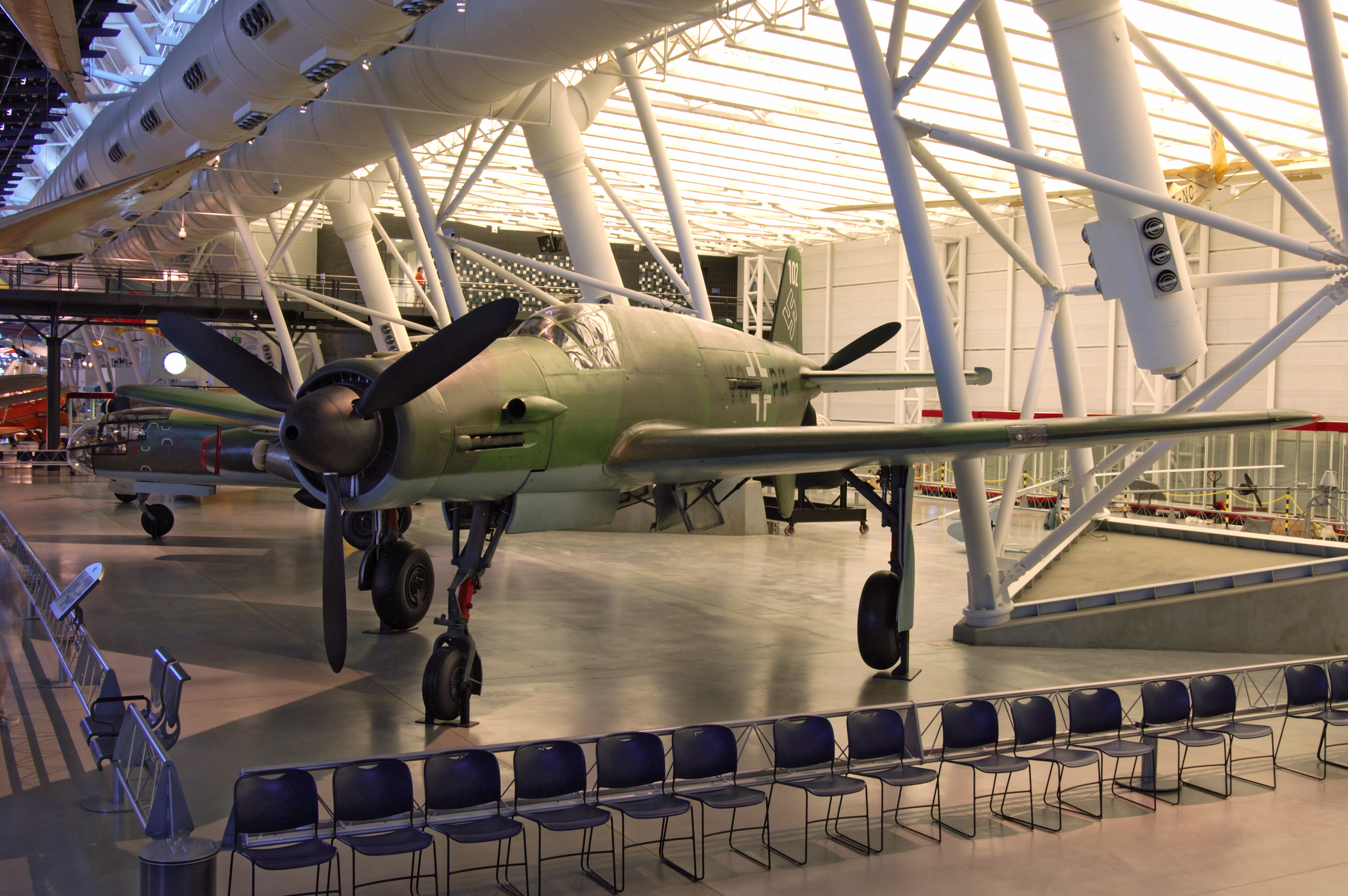
Do 335是少見前後配置的雙引擎戰鬥機

- Bf 109
- Bf 110
- Fw 190
- Ta 152
- Do 335
- He 219
- Me 210
- Me 410
- Me 262
- He 100
- Ju 87
- Ju 88
- Ju 89
- Ju 188
- Ju 388（英语：Junkers Ju 388）

### 日本
- 陸軍航空隊
  - 一式戰鬥機
  - 二式單座戰鬥機
  - 二式雙座戰鬥機
  - 三式戰鬥機
  - 四式戰鬥機
  - 五式戰鬥機
- 海軍航空隊
  - 零式
  - 紫電
  - 紫電改
  - 雷電
  - 月光夜間戰鬥機

### 義大利

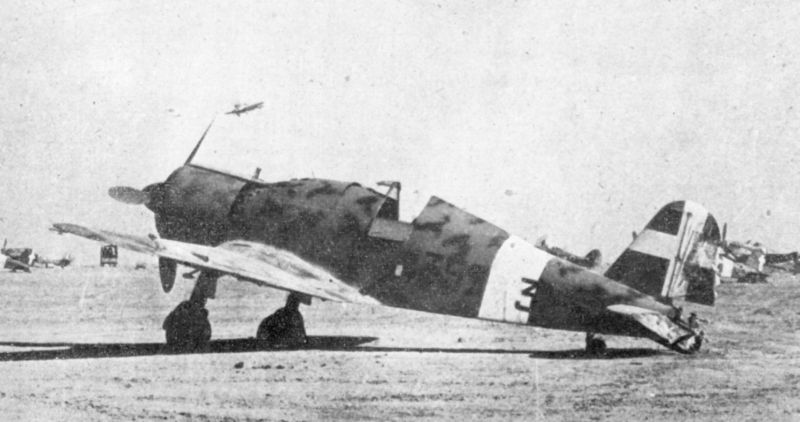
義大利G.50戰鬥機，照片拍攝於北非某機場

- CR.42
- MC.200
- MC.202
- MC.205
- G.50
- G.55
- Re.2005
- Re.2002

### 法國
- M.S. 406
- D.520
- Potez 630
- MB.150戰鬥機
- C.714
- NC-600

### 波蘭
- PZL.50
- PZL.54

### 羅馬尼亞
- IAR 80

## 噴射時代初期
這里特指二戰到1970年左右間首飛的舊機種，不少仍然在現役但事實都停產的。

### 納粹德國
二戰末期首創噴射機而在當時的性能上壓倒了同盟國的飛機，也因而戰後德國被限制軍備和禁止完全自行開發戰鬥機。
- Me 163
- Me 262
- He 280
- He 162
- He 178
- Ba 349
- FW Triebflügel (未製造)

### 美國

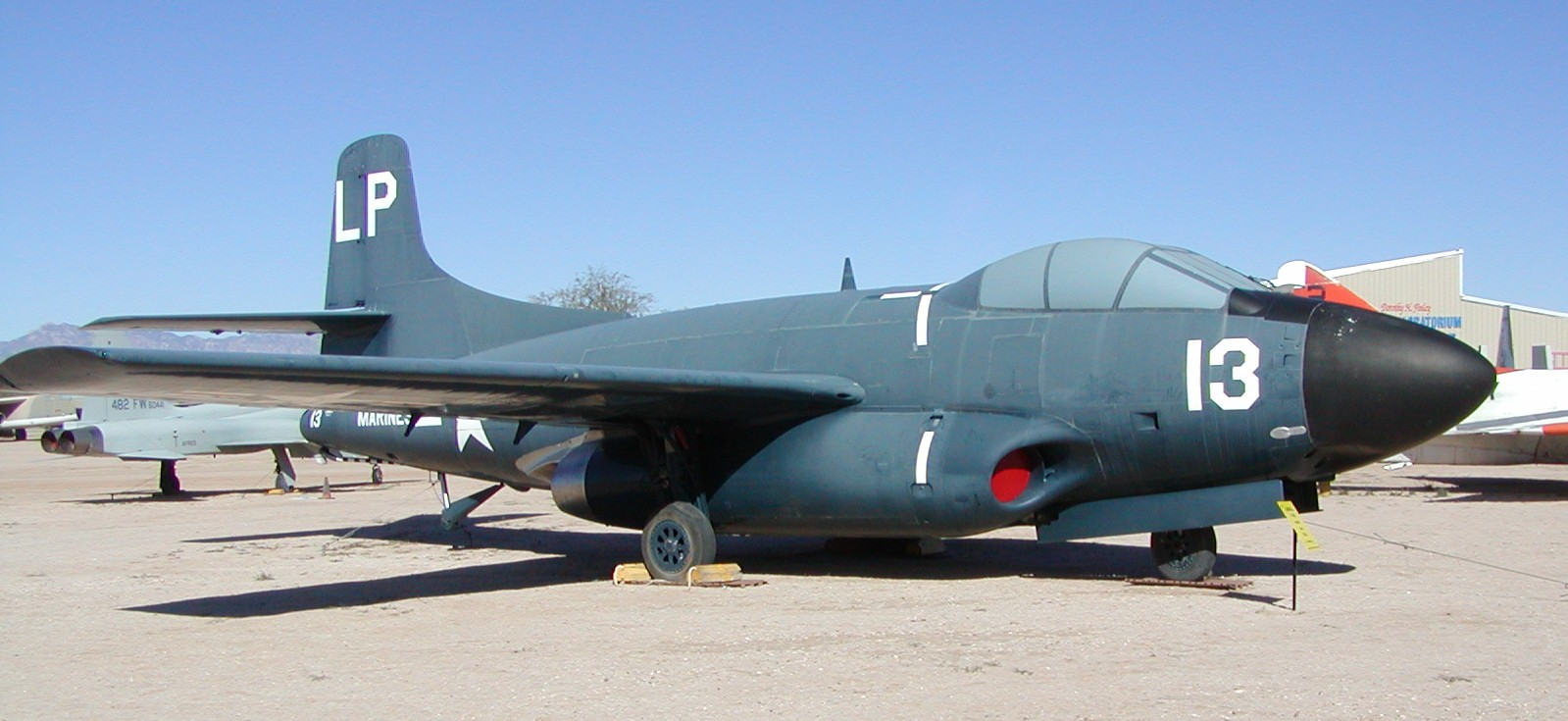
F3D戰鬥機

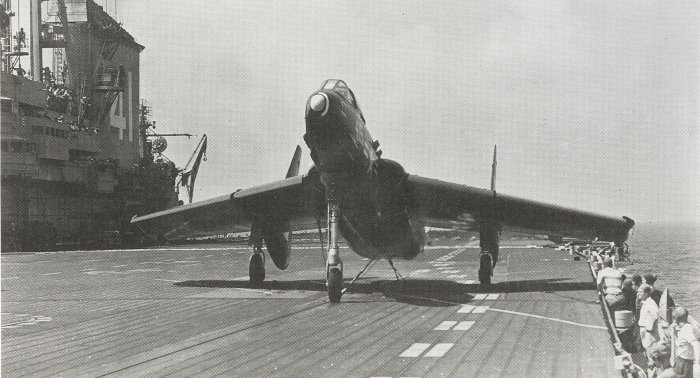
美國海軍F7U戰鬥機

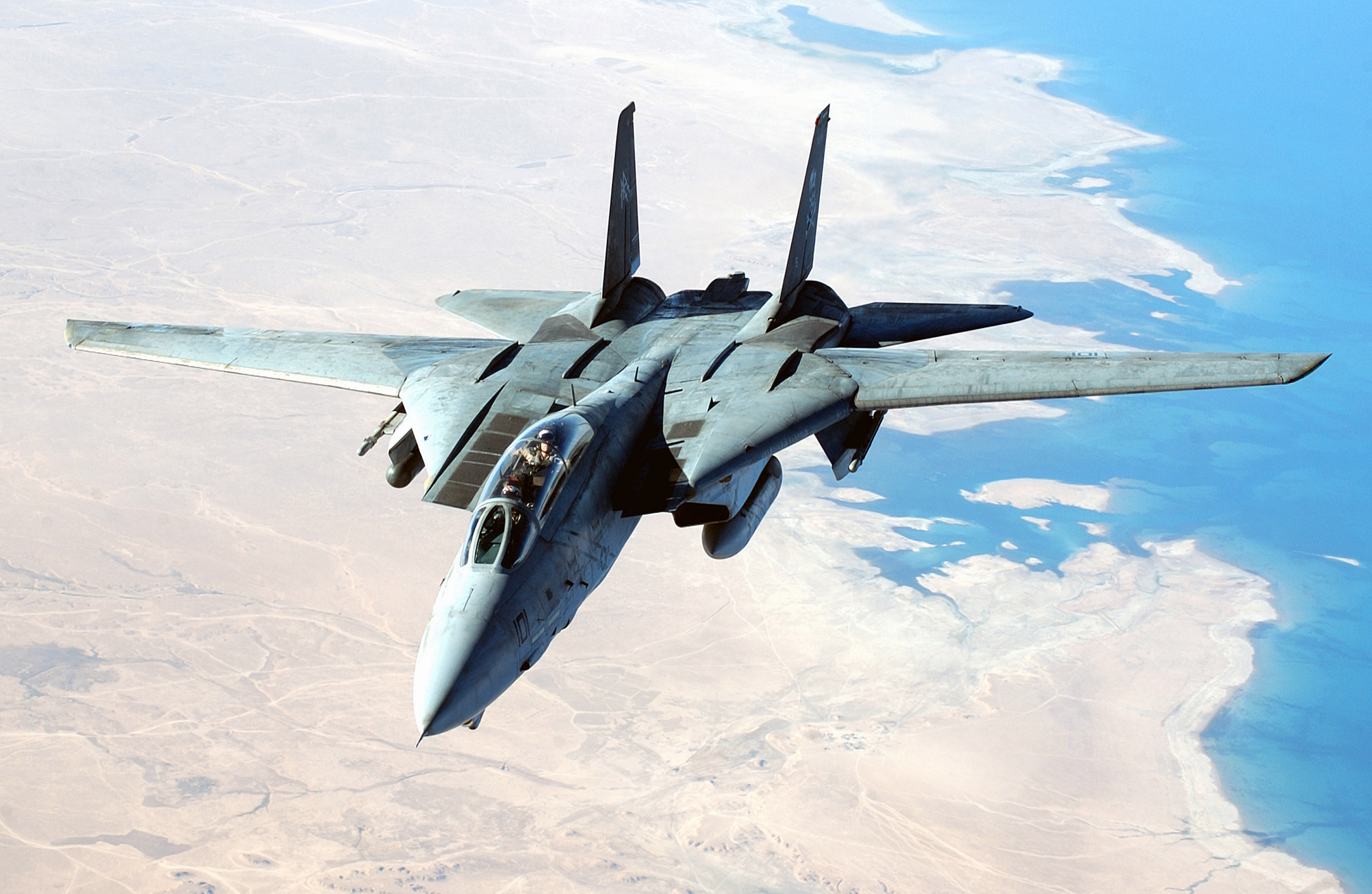
F-14戰鬥機

- 空軍
  - YP-59
  - F-80
  - F-84
  - F-86
  - F-89
  - XF-92
  - F-94
  - F-100
  - F-101
  - F-102
  - XF-103
  - F-104
  - F-105
  - F-106
  - F-107
  - XF-108
  - F-110
  - F-111
  - F-4
  - F-5
  - YF-12
  - F-13
- 海軍
  - FH-1
  - F9F
  - F11F
  - F2H
  - F3DF3D戰鬥機
  - F3H
  - F4D
  - F7U美國海軍F7U戰鬥機
  - F-14F-14戰鬥機
  - FJ-1
  - F-8
  - F-4

### 苏联
- 米格-9
- 米格-15
- 米格-17
- 米格-19
- 米格-21
- 米格-23
- 米格-25
- 蘇-7
- 蘇-9
- 蘇-11
- 苏-15
- 蘇-17
- 蘇-24
- Yak-15
- Yak-25
- Yak-28
- Tu-28

### 法國
- 颶風式
- 神秘式
- 超級神秘式
- 幻象3
- 幻象5
- 幻象F1

### 瑞典

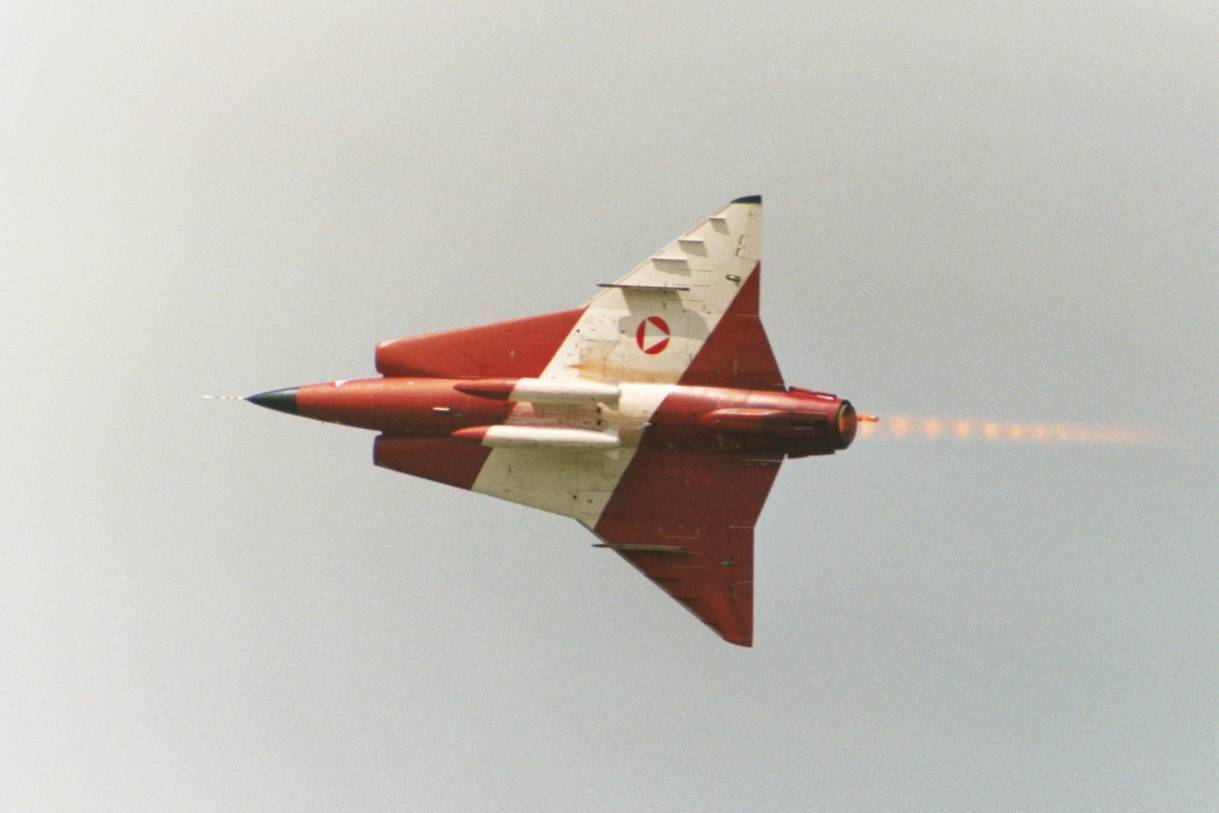
JAS 35戰鬥機

- SAAB 21
- JAS29
- JAS32
- JAS35
- JAS37

### 英國
- 空軍
  - 流星
  - 吸血鬼
  - 標槍
  - 獵人
  - 閃電
- 海軍
  - 毒液
  - 海雌狐
  - 彎刀
  - 海鷂

### 中华人民共和国
- 歼-5
- 歼-6
- 歼-7
- 歼-8

### 日本
- F-1

### 以色列
- 幼獅

### 英国、法國
- 美洲豹戰鬥機

### 義大利
- G.91戰鬥機

## 冷戰晚期至2025年
上世紀七十年代首飛至2025年，部分機種仍為現役中。

### 美国
- F-14
- F-15
- F-16
- F/A-18
- F-22
- F-35

### 苏联/俄羅斯
- 米格-29
- 米格-31
- 米格-35
- 苏-27
- 苏-30
- 苏-33
- 苏-35
- 蘇-34
- 蘇-57

### 法國
- 幻象2000
- 飆風

### 中华人民共和国
- 殲轟-7
- 歼-10
- 歼-11
- 歼-15
- 歼-16
- 歼-20
- 歼-35

### 中華民國
- F-CK-1

### 日本
- F-2

### 瑞典
- JAS39

### 

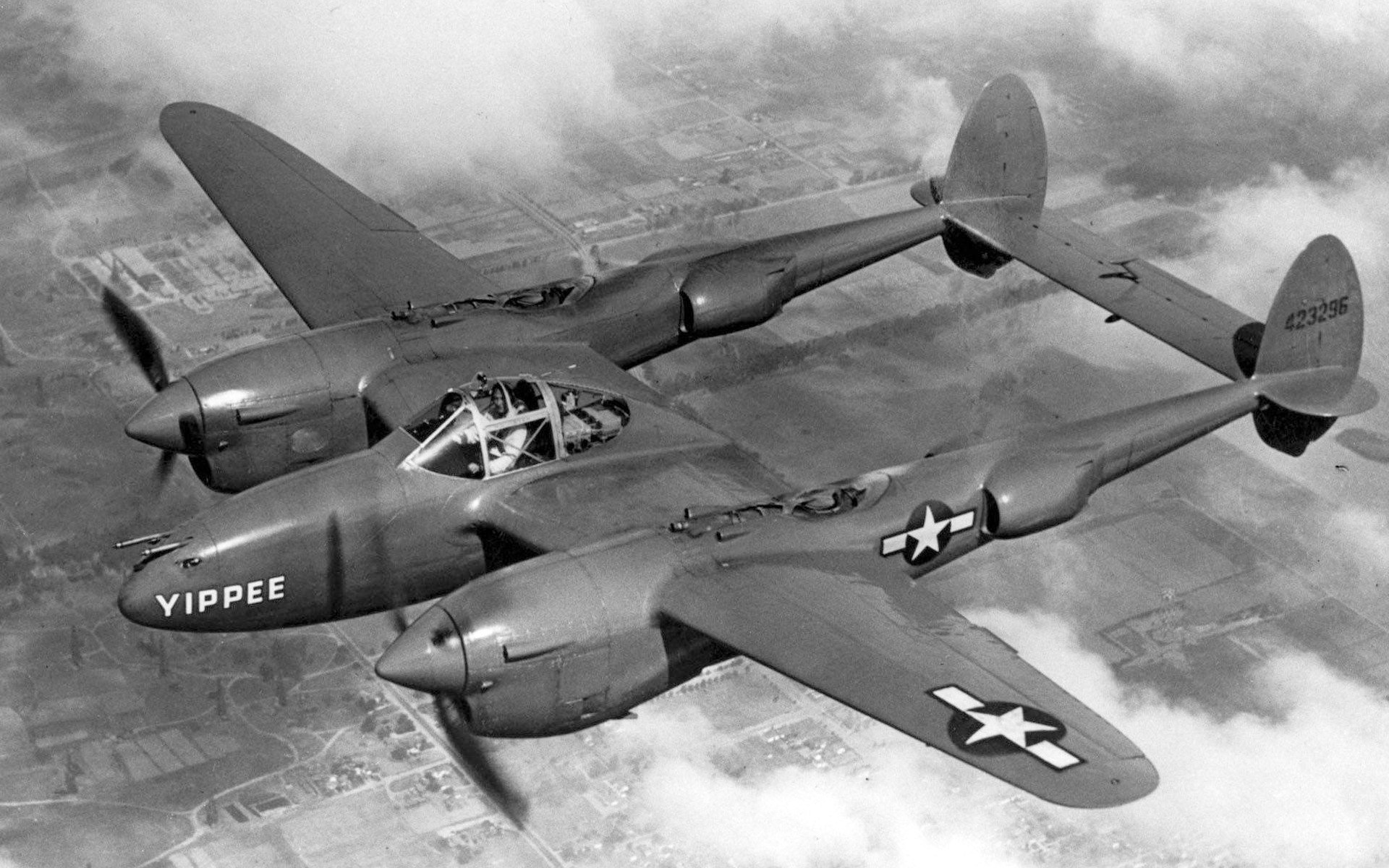
P-38戰鬥機

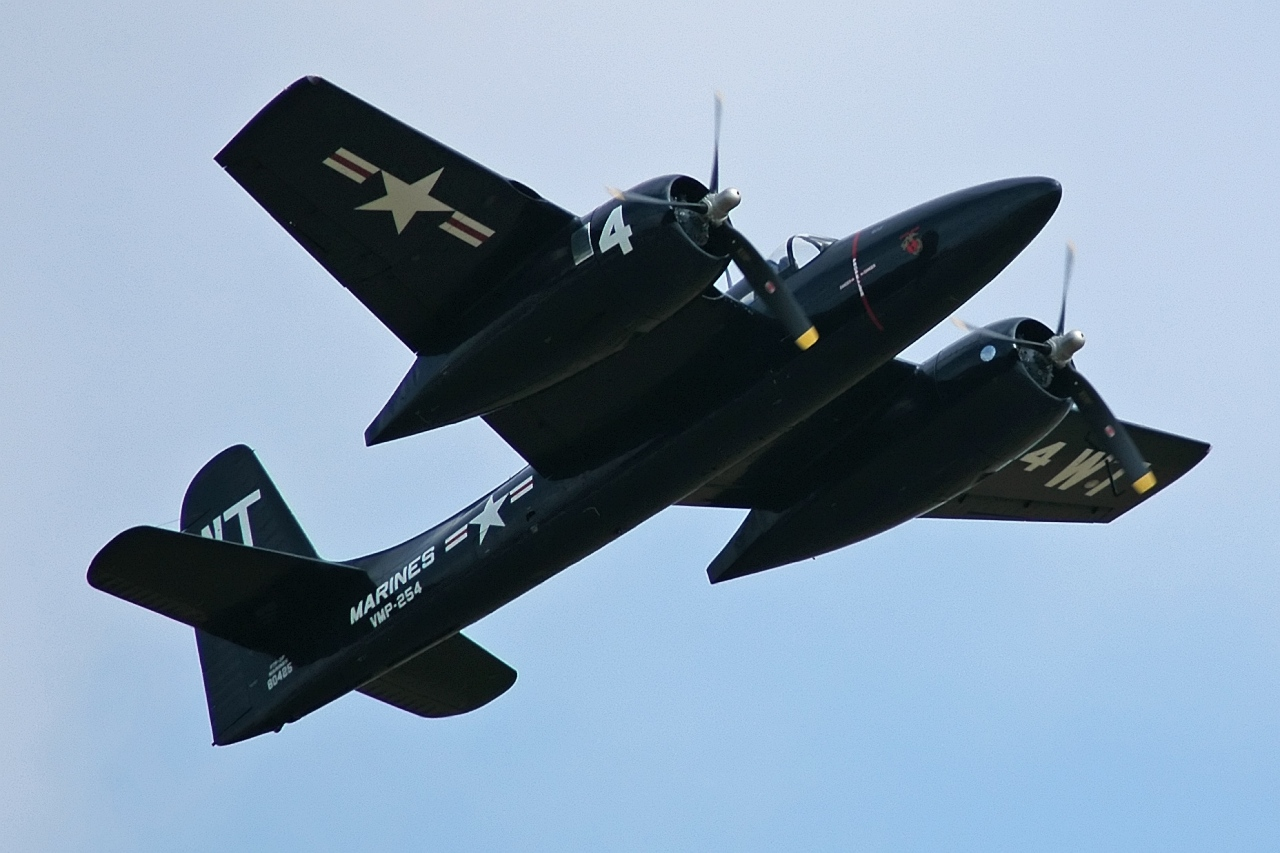
F7F是美國海軍二戰時期唯一雙引擎艦載戰鬥機

- FA-50
- KF-21

### 伊朗
- 閃電80

### 巴基斯坦
- JF17

### 南非
- 獵豹戰鬥機(Atlas Cheetah)

### 印度
- 光輝

### 捷克
- L-159

### 歐洲
- 英国、 西德、 義大利：龍捲風
- 英国、 德国、 義大利、 西班牙：颱風

## 2024年至今
現役甚至仍然在生產中的機種。

### 美国
- F-15
- F-16
- F-35

### 俄羅斯
- 米格-29
- 米格-31
- 米格-35
- 苏-27
- 苏-30
- 苏-33
- 苏-35
- 蘇-57

### 法國
- 飆風

### 中华人民共和国
- 殲轟-7
- 歼-10
- 歼-11
- 歼-15
- 歼-16
- 歼-20
- 歼-35

### 中華民國
- F-CK-1

### 日本
- F-2

### 瑞典
- JAS39

### 
- FA-50
- KF-21

### 伊朗
- 閃電80

### 巴基斯坦
- JF17

### 印度
- 光輝

### 歐洲
- 英国、 西德、 義大利：龍捲風
- 英国、 德国、 義大利、 西班牙：颱風

### 引用
1. ↑  Lane Pierrot. . 美國: Congress of the U.S., Congressional Budget Office. 1997: 15. ISBN 9780788142987.

## 外部連結
- Air Vector （页面存档备份，存于） （英文）
- Sukhoi Su-30MKI （页面存档备份，存于） （英文）
- Fighter Planes Info & Pictures （页面存档备份，存于） （英文）
- WW2DB: Aircraft of World War II （页面存档备份，存于） （英文）
- World War II Allied/Axis airplane links （页面存档备份，存于）
- Measures of Fighter Capability （页面存档备份，存于） （英文）
- Fighter Combat Quotations （英文）
- Fighter-planes.com: data and images （页面存档备份，存于） （英文）
- Military fighter aircraft in detail （页面存档备份，存于） （英文）
- AirToAirCombat.com: Fighter and Military Aircraft Reference （页面存档备份，存于）
- FighterPlanePhotos.com: Fighter Plane & Military Aircraft Photos （英文）
- PAF Falcons website （页面存档备份，存于） （英文）